# Personnages de Scènes de ménages
 (juin 2025).
Pour un article plus général, voir Scènes de ménages.
Cette page présente les personnages de la série télévisée Scènes de ménages.

## Personnages principaux
Classés par couple selon les saisons.

### Raymond et Huguette

#### Présentation
Ils forment le couple octogénaire de la série. Ils se sont rencontrés en août 1965 dans un parc au bord d'un étang à Montargis, dans lequel Raymond s'était retrouvé à la suite d'un retard de train. Ils ont une fille unique, Caroline, pour laquelle ils ont peu d'affection, et deux petits-fils, Corentin et Anthony. Ils semblent toutefois plus proches d'Anthony. Leur principal trait de caractère est la méchanceté gratuite à l'égard de leur famille ou leurs voisins, souvent pour tuer le temps alors qu'ils estiment s'ennuyer chez eux depuis qu'ils sont en retraite. Ils résident dans un appartement situé au cinquième étage d'une copropriété.
Ils sont souvent devant la télévision, se disputant chaque soir sur le programme.
Le couple chante parfois la première partie du refrain de la chanson Pouet ! Pouet ! de Georges Milton. Raymond surnomme Huguette « ma poule », « P'tit Bouchon » ou « Guéguette ». Ils se sont mariés car Huguette a fait croire à Raymond qu'elle était enceinte. Ils ont leurs petites habitudes qu'ils ne changeraient sous aucun prétexte. Malgré tout, même s'ils ne se l'avoueront probablement jamais, ils s'aiment profondément et ne pourraient rien faire l'un sans l'autre.
Le couple a également fondé une petite association avec des amis, le FLV (Front de libération des vieux), avec lequel ils ne fédèrent que six adhérents, mais ils comptent bien monter en puissance pour obtenir un pouvoir de pression sur les décisions de la municipalité et sur les jeunes du square, leurs pires ennemis.
Depuis la saison 8, ils accueillent une jeune et jolie étudiante en médecine prénommée Laura qu'ils apprécient (plus que leur propre fille, semble-t-il) et à laquelle leur neveu Estève n'est pas insensible. Cependant, la jeune étudiante n'est pas au bout de ses surprises avec le couple.
Dans la saison 11, l'étudiante Laura les quitte pour s'installer chez son petit-ami. Ils accueillent une nouvelle locataire originaire du Sud, Maeva, cousine de Laura.

#### Raymond (depuis la saison 1)
Interprété par Gérard Hernandez
Raymond est un gendarme en retraite. Il a un frère, Robert, qu'il voit très peu. Le quotidien du couple se résume souvent à se faire des mauvais coups et à s'envoyer des méchancetés. En apparence, ils se détestent mais il leur arrive fréquemment d'allier leurs efforts pour rendre la vie impossible à leurs voisins, aux passants dans la rue et parfois même à leurs amis et leur famille ainsi qu'à leur propre fille. Ils ont aussi l'habitude d'espionner les voisins des immeubles avoisinants avec une paire de jumelles et de fouiller leur courrier ainsi que de prendre à la rigolade les funérailles de leurs amis. Raymond a par la suite monté une radio, dénommée « Radio Moustache », à laquelle Huguette s'est ensuite alliée.
De la saison 1 à la saison 6, Raymond occupe ses moments de loisirs en construisant des maquettes et en écrivant ses mémoires ainsi que des romans policiers. Dans la saison 7, il aime beaucoup parier sur des chevaux, sans succès. Depuis plus récemment, il possède Framboise, une jument sur laquelle il parie aux courses (mais qui ne gagne jamais). Il ne manque jamais une occasion de critiquer négativement la cuisine d'Huguette. On le voit à plusieurs reprises lire un livre de la série SAS.
Dans la saison 10, Raymond apprend qu'il a un fils caché, issu de son union avec une jeune fille qu'il a draguée lors d'un bal des pompiers, avant son mariage. Ce fils semble le synonyme de la réussite, contrairement à Caroline, la fille de Raymond et Huguette. Bien que cela agace Raymond, le couple va également créer le fan-club de Michaël François, idole d'Huguette, allant jusqu'à créer des objets à son effigie, ce que Michaël François lui-même n'appréciera pas.

#### Huguette (Saisons 1 à 14)
Interprétée par Marion Game
Huguette est une ex-femme au foyer, piètre cuisinière, qui passe son temps au marché à écouter les ragots de Françoise, à éplucher les légumes ou à tricoter devant la télévision avec Raymond. Elle fréquente pendant un moment M. Jasmin, puis Roland, un homme cultivé et séduisant, ce qui a le don d'agacer Raymond. Contrairement à Raymond, elle est fan de Michaël François, un chanteur ringard dont elle fredonne souvent "Bella, bella amorosa, nous nous aimions, cet été là", que ses amies et elle sont déjà allées voir en concert. Plus encore, elle ne permet à personne d'insulter Michaël François.
Elle lit souvent les romances à l'eau de rose de Jessica Di Amore et le magazine La Vie en Mauve. Malgré les apparences, c'est elle qui fait la loi dans leur couple.

Entre les saisons 14 et 15, le personnage d'Huguette disparait sans plus d'explications, laissant Raymond, unique personnage principal des épisodes le mettant en scène. L'épisode spécial "Plans sur la comète" confirme ensuite le décès d'Huguette. Raymond y dit regretter son épouse qu'il compare à une "comète dévastatrice".

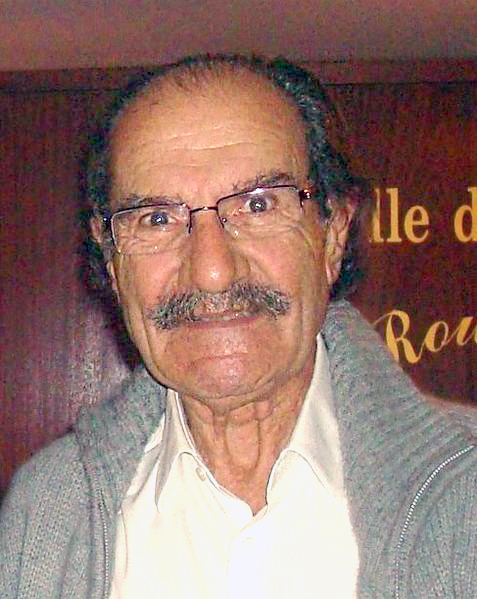
Gérard Hernandez interprète Raymond
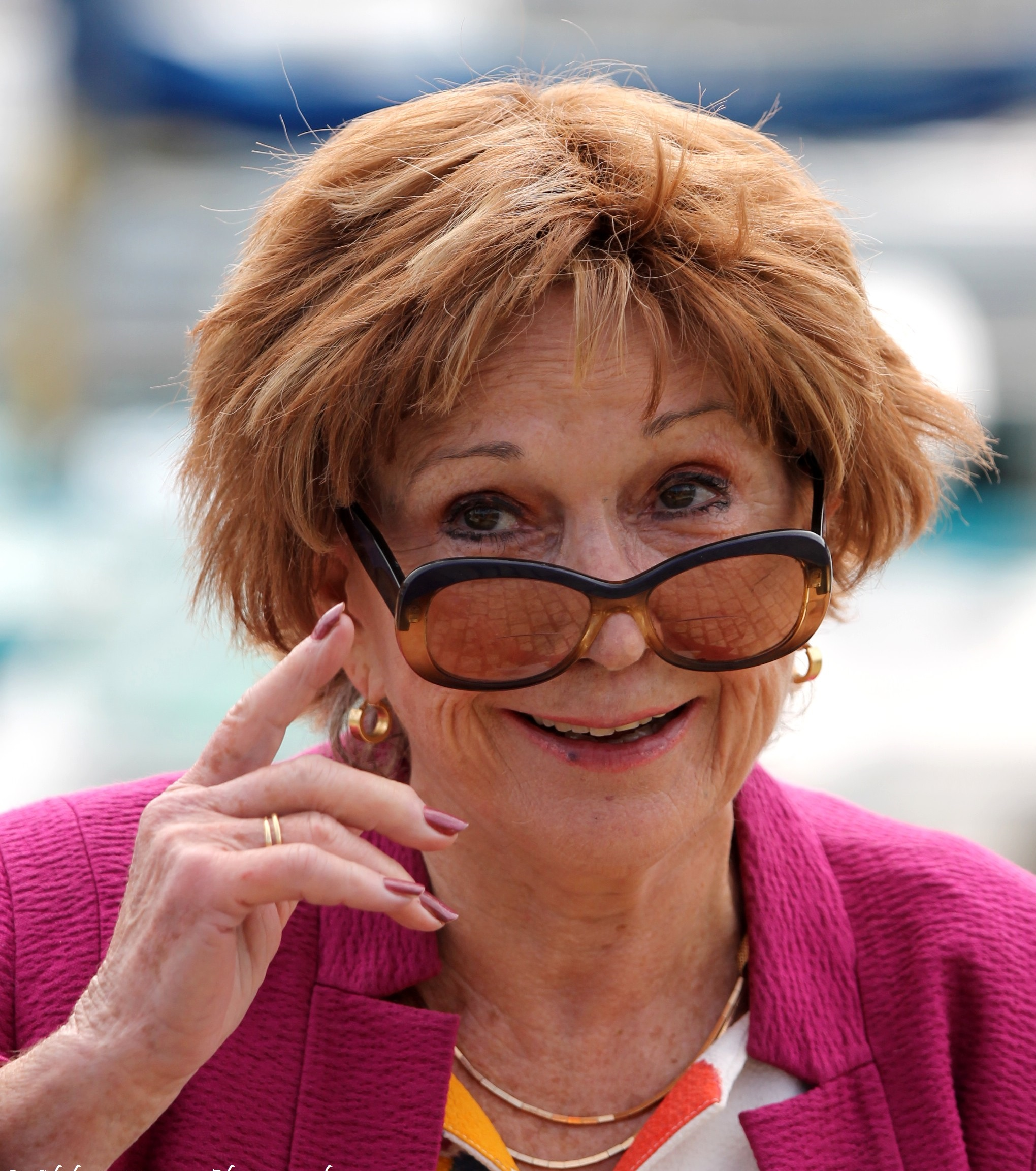
Marion Game interprète Huguette

### José et Liliane (depuis la saison 1)

#### Présentation
Ils sont un couple de quinquagénaires. Au début de la série, ils sont mariés depuis plus de vingt ans mais ont au moins vingt-cinq ans de vie commune derrière eux. Ils habitent une résidence pavillonnaire et ont un fils, Emmanuel, dit « Manu », qui a quitté le domicile pour aller travailler en Chine. Il vit avec une jeune Chinoise nommée Bao et viennent d'avoir leur premier enfant. Liliane vit très mal le manque de son fils. Liliane et José réapprennent donc à vivre en couple.
Ils invitent souvent leurs voisins et leurs connaissances à dîner, mais les soirées se terminent souvent mal à cause du manque de tact de José.
Lors du prime Aventures sous les tropiques (saison 9), le couple est en voyage officiel car José est devenu maire, à une voix près, celle de Tata Odette, tante de Liliane, que José déteste et qui avait voté pour lui « pour rigoler ». Attachée culturelle à la mairie, Liliane fait du domicile du couple une résidence d'artistes, parfois farfelus et drôles.
Dans la saison 11, Liliane et José ont de nouveaux voisins : un homme vivant en couple — ou plutôt en « trouple », comme ils disent — avec deux femmes.

#### José
Interprété par Frédéric Bouraly
José est un homme souvent angoissé, indolent, assez primaire, mais très gentil, qui travaille au service « Sport et Jeunesse » de sa ville dont il devient maire (à partir de la saison 9). Une de ses caractéristiques est sa capacité à se poser des questions étranges et au mauvais moment, ce qui l'occupe pendant plusieurs heures. Sa réplique la plus récurrente est : « Ah non mais, lààà !... » qu'il dit toujours d'un air effaré.
José est obsédé par sa rivalité avec un collègue de travail, Chamard, qui est « l'ennemi » de José qui fait tout pour être meilleur que lui.
Dans la saison 8, José, poussé par les grandes ambitions de Liliane, se présente aux élections municipales avec pour slogan « Osez José ».
À partir de la saison 13 ou 14, Brigitte, la secrétaire de José à la mairie, décide de se porter candidate contre José aux prochaines élections municipales. José ne digérant pas ce coup de cochon, Liliane le pousse à riposter.

#### Liliane
Interprétée par Valérie Karsenti
Liliane est esthéticienne à son compte. Elle se désespère de voir son mari manquer de profondeur, de réelles attentions et de psychologie à son égard, de s'avachir devant des matchs de football, dont il est grand amateur. José est en particulier fan du Real Madrid de par ses origines espagnoles, de Zinédine Zidane, de Michel Platini, et de bien d'autres visages connus du football. Il essaie de mettre au point des inventions mais il lui manque toujours des éléments, comme le fait régulièrement remarquer Liliane. Enfin, il s'énerve très facilement lorsque quelque chose arrive à sa voiture, car Liliane conduit extrêmement mal, elle se fait retirer son permis plusieurs fois et provoque de nombreux accidents.
Liliane tente de rallumer la flamme de leur couple par des jeux érotiques déguisés ou de soirées échangistes qui tournent souvent mal à cause de la maladresse de son mari. Une autre de ses méthodes est d'imiter la colombe qui roucoule pour le charmer. Liliane est obsédée par son fils Manu, refusant de se résoudre à jeter ses vieilles affaires. Un simple bocal rempli de l'air qu'il respire peut le mettre en extase. Elle remarque aussi plusieurs détails qui laisseraient à penser que José était autrefois surdoué (notamment sa faculté impressionnante de calcul mental) mais on ne sait pas pourquoi il est devenu ce qu'il est aujourd'hui. Liliane est également propriétaire depuis la saison 7 d'une petite chienne nommée « Hip-Hop », dont José semble être jaloux car Liliane préfère Hip-Hop à José. Liliane semble également préférer Hip-Hop à sa petite-fille, une fois que Manu et Bao, rentrés de Chine, la leur laisseront à garder (saison 11). Dans le documentaire "Scènes de ménages, les secrets d'un succès", on apprend que Hip-Hop appartient à Valérie Karsenti.
Liliane souffre d'une addiction au jeu, est une bonne cuisinière, passionnée par Diana Spencer, et adore les plantes, qu'elle traite comme ses enfants en leur parlant. Elle s'occupe également de SDF au sein d'une association.

Dans la saison 11, en plus de sa fameuse comédie musicale sur Lady Di, Liliane devient obsédée par la nouvelle série Cœur hôpital, qui lui fera, par moments, oublier la réalité.

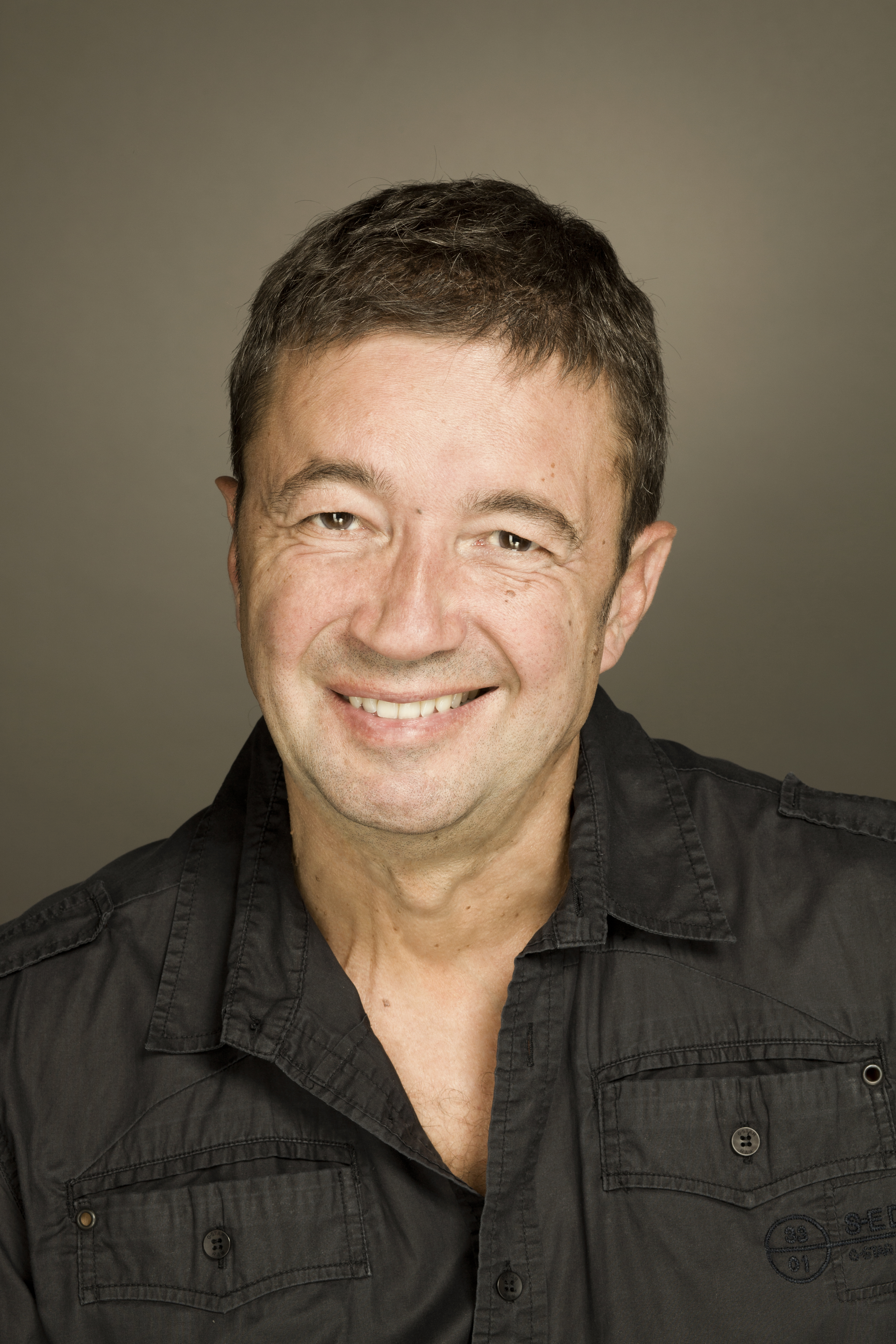
Frédéric Bouraly interprète José
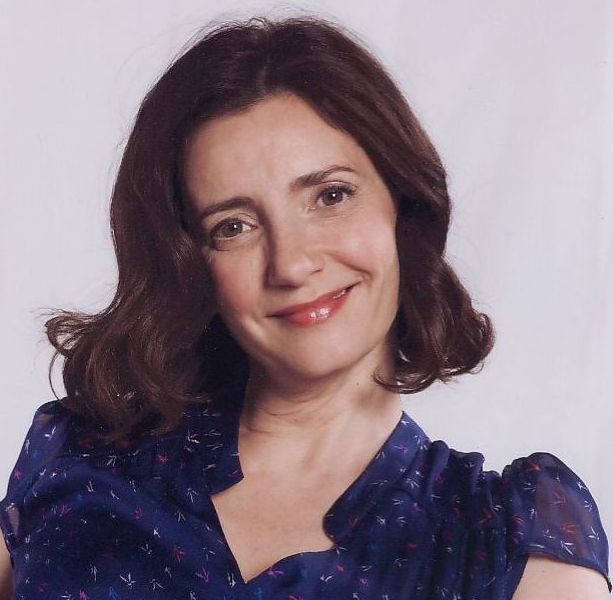
Valérie Karsenti interprète Liliane

### Cédric et Marion (Saisons 1 à 10)

#### Présentation
Couple de trentenaires, ils partagent un studio au cinquième étage d'un immeuble dans le 19e arrondissement de Paris. Leur vie amoureuse dure depuis deux ans au début de la série.
Le couple se surnomme mutuellement « poussin » et en élève d'ailleurs un couple dans une cage dans quelques épisodes. Leur projet est de faire le tour du monde dans les saisons 1 à 6. Ils ont pour principale particularité de se disputer pour un rien et de se réconcilier grâce à un rien ; ils sont très complices et s'amusent beaucoup ensemble. Ils se plaignent souvent de la petite taille de leur studio, et depuis que Marion a accepté de faire un enfant avec Cédric, elle ne cesse pas de croire qu'il est stérile.
Ils invitent souvent leurs amis et organisent des fêtes originales et animées dans leur studio ou sur la terrasse de leur immeuble, décor qui fait son apparition lors de la saison 6, et qui est aussi utilisée pour les événements que Marion organise pour son travail.
Ils sont en cours de préparation de leur mariage dans la saison 7. Lors du prime diffusé le mardi 11 avril 2017 à l'occasion du 30e anniversaire de M6, le mariage du couple a lieu.
Pour ce couple, la saison 8 marque un tournant dans la série du fait de l'inversion des rôles par rapport au début de la série : c'est désormais Marion qui prend en charge les dépenses du couple et commence petit à petit à prendre le dessus.
La saison 9, dernière saison où le couple apparaît, cette fois marié, montre Marion et sa M Company à son apogée, tandis que Cédric commence doucement à stabiliser sa situation professionnelle en devenant professeur de fitness sur internet (et livreur de pizzas ou apiculteur dans quelques épisodes). D'ailleurs, Marion vient régulièrement participer, voire perturber ses cours.
Le couple de trentenaire commence sa vie de jeunes mariés, et ils ont peur de tomber dans la routine.

#### Cédric
Interprété par Loup-Denis Elion
Cédric est responsable de la gestion de crise d'une entreprise indienne jusqu'au début de la saison 8, lorsqu’il se retrouve au placard puis au chômage partiel. Il est cultivé et le fait souvent savoir, ce qui agace Marion. Il a une belle image de lui-même, aime se regarder souvent dans le miroir de la salle de bain et apprécie les vêtements et les objets chics. Cédric pratique les arts martiaux ainsi que le chant lyrique (comme le fait Loup-Denis Elion dans la vraie vie). Cédric est une personne très sérieuse et à l'écoute mais extrêmement maniaque, ce que déplore Marion.
Il tente également de convaincre Marion d'avoir un enfant. Il assume toutes les dépenses du couple et est d'ailleurs très radin, prêt à tout pour dépenser le moins d'argent possible. Depuis la saison 7 Marion possède sa propre entreprise et gagne donc plus que son compagnon. Cette situation fait beaucoup rire Marion et attise la jalousie de Cédric. À partir de la saison 8, Cédric se retrouve au chômage et vit mal sa situation ainsi que l'ascension fulgurante de Marion. Il multiplie les activités plus ridicules les unes que les autres pour tuer le temps lorsqu'il se retrouve seul et cherche désespérément un moyen de retrouver du travail. L'emploi devient un sujet de conversation déplaisant pour lui mais sa situation professionnelle semble se stabiliser à la fin de la saison 8. Il deviendra professeur de fitness lors de la saison suivante.

#### Marion
Interprétée par Audrey Lamy
Précédemment intérimaire dilettante, Marion reprend des études de psychologie dans la troisième saison. Elle est très jalouse, fainéante, bornée, menteuse, mauvaise joueuse, dépensière, et il lui arrive de se montrer très sotte et inculte, manipulatrice, et de mauvaise foi. Marion pense être un talent de la pop et participe à des ventes aux enchères sur Internet. Elle fait aussi partie d'une association caritative et s'occupe de personnes âgées gratuitement, mais elle pense avoir un don pour tomber sur des « spéciaux ». Lorsqu'elle fait des bêtises, elle cherche toujours une excuse ou rejette la faute sur Cédric. Elle possède un fort caractère et est assez insouciante, elle agit souvent comme bon lui semble, et ne se laisse jamais faire, quitte à en venir aux mains comme lors de son mariage. Elle est persuadée d'avoir un don de voyance.
À partir de la saison 7 et après avoir travaillé de façon plus sérieuse dans une agence d'hôtesses ou en tant qu’attachée de presse, Marion possède sa propre entreprise d'événementiel, M Company, qui rencontre un grand succès et lui rapporte beaucoup d'argent. Elle est entourée de plusieurs stagiaires sans contrats de travail, qu'elle traite comme des esclaves et dont elle exige une loyauté sans faille. Elle mène son entreprise à la limite de la légalité, ne déclarant pas ses revenus et pratiquant l'évasion fiscale. À partir de la saison 8, Marion fait de son travail une priorité, en mettant parfois de côté sa vie de couple, au grand dam de Cédric. Elle est présentée sous un point de vue essentiellement professionnel. Elle aide Cédric à retrouver du travail, l'encourageant à être sans pitié pour atteindre son but.

#### Départ de la série
Le 26 juin 2017, peu après la fin de la diffusion de la saison 8, Audrey Lamy et Loup-Denis Elion annoncent qu'ils quittent la série pour se concentrer sur leurs carrières respectives. Cependant, leur présence durant la saison 9 et un ou plusieurs éventuels primes est confirmée, les épisodes ayant déjà été tournés avant l'annonce de leur départ. Au terme de la diffusion de cette saison, il est annoncé que, bien qu'ils n'aient pas tourné de nouveaux épisodes, le couple sera toujours présent lors de la saison 10, de nombreux inédits n'ayant pas été diffusés.

Le couple continue d'apparaître dans la série, au travers de rediffusions ou d'ultimes inédits, jusqu'au dimanche 6 janvier 2019. Dès le lendemain, Audrey Lamy et Loup-Denis Elion disparaissent du générique de la série ainsi que du contenu des épisodes au sein de la diffusion inédite à 20 h 25. Ils sont néanmoins toujours visibles dans les rediffusions de la mi-journée proposées à 13 h 30.

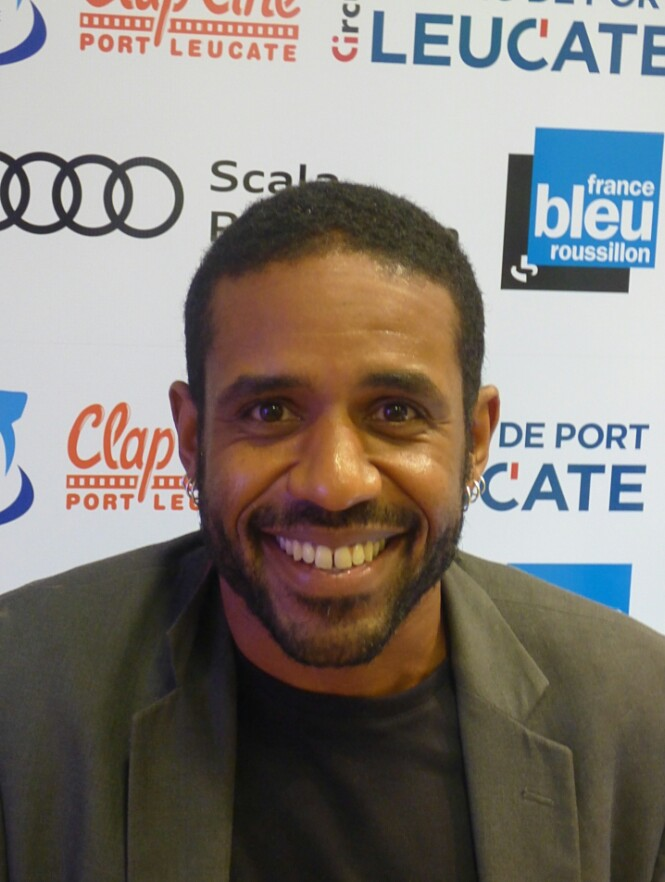
Loup-Denis Elion interprète Cédric
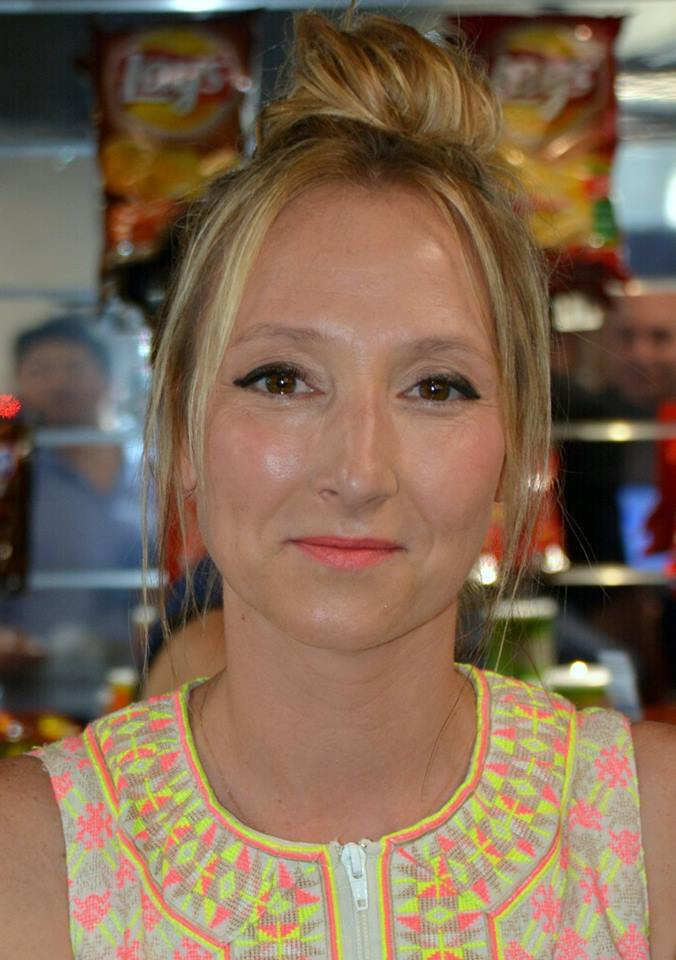
Audrey Lamy interprète Marion

### Fabien et Emma (depuis la saison 3)

#### Présentation
Ils se sont rencontrés dans une salle de fitness alors que Fabien était resté coincé sous des haltères. Emma l'a trouvé très maladroit mais surtout très drôle. Ces deux citadins que tout oppose ont emménagé à la campagne en retapant la vieille grange du père Bergounioux, qui est par la suite devenu leur voisin, pour en faire leur maison. Submergés de dettes, ils doivent organiser leur nouvelle vie avec leur fille Chloé. Le couple se surnomme mutuellement « chaton ». Ce sont des trentenaires, Emma fêtant ses 35 ans durant la saison 9.
Fabien et Emma ont également arrangé leur maison, et en ont fait un gîte dans lequel ils hébergent des clients auxquels ils proposent aussi leurs produits agricoles, miel et confiture entre autres, dont certains portent la marque saugrenue qu'ils leur ont donnée, « Anouk et Quentin ». Cette prétendue exploitation agricole ne s'avère pas vraiment fructueuse.

#### Fabien
Interprété par David Mora
Fabien est un passionné de moto-cross, auteur d'un herbier et récent pompier volontaire qui est souvent angoissé, surtout lorsqu'on lui parle de l'avenir de sa fille. Une simple montée de stress ou un choc émotionnel, même anodin, suffit à le faire s'évanouir. Il pratique le ping pong à partir de la saison 10. Professeur de français puis professeur agrégé d'histoire-géographie (pas forcément très respecté par ses élèves) au collège Louis-le-Grand (ennemi juré de Pierre-Brossolette) puis Pierre Bachelet, Fabien est un homme hyper-sensible et souvent trop attentionné envers sa fille. Au contraire d'Emma, Fabien, lui, se débrouille extrêmement mal dans le domaine du bricolage, bien qu'il tente lors de quelques épisodes de s'y essayer (avec « les tutoriels de Luce » sur internet, par exemple) mais il n'y parvient jamais. Fabien souhaiterait avoir un chien à la maison, mais Emma s'y oppose fermement ; il ne cesse de faire des allusions sur ce sujet. Depuis quelque temps, Fabien a un début de calvitie et essaie de trouver des moyens pour y remédier mais cela est gâché par les remarques d'Emma. Par la suite, Fabien quitte son poste de professeur d'histoire-géographie pour devenir journaliste et rédacteur en chef de la gazette du village, mais trouve peu de matière à écrire.

#### Emma
Interprétée par Anne-Élisabeth Blateau
Emma est vendeuse chez Bricoflex, un magasin de bricolage, et elle tente désespérément de se trouver un talent dans le domaine de la poterie, puis du chant militant et de la peinture. Fabien ne manque d'ailleurs jamais de lui rappeler à quel point elle est mauvaise dans ces domaines, cependant, lors du prime Ça va être leur fête diffusé le 11 avril 2017 pour les 30 ans de la chaîne M6, elle organise avec Fabien un festival de musique, dont elle sera la vedette et lui apportera un buzz sur internet. Elle se trouve être une passionnée de son métier, sachant manier tous les outils, et s'occupe des divers travaux d'entretien de la maison. D'ailleurs, elle transforme leur jardin en décharge artistique composée de bric et de broc à réutiliser. On apprend lors de deux épisodes diffusés fin 2013 que son véritable prénom est Emmanuelle. Elle écrit un livre imaginaire mettant en scène des personnages fictifs correspondant à des êtres « extraterrestres » vivant sur la planète « Floux », mais aucune maison d'édition n'est intéressée. D'ailleurs, intimement convaincue que les extraterrestres existent, voire sont déjà parmi nous, elle fait partie du « Club des amis des extraterrestres » dont le but est l'étude et la préparation de l'arrivée de ces derniers. Les réunions du club se font souvent dans leur maison, au grand dam de Fabien. À partir de la saison 9, Emma crée un groupe de réflexion qui arrive à des conclusions sans aucun sens, ce qui fait rire Fabien. Emma a un fort caractère et s'énerve rapidement. Elle a également un humour particulier que Fabien comprend rarement. Bien qu'elle aime beaucoup sa fille, Emma pique facilement des crises de nerfs pendant lesquelles elle ne manque pas d'insulter Chloé, ce que Fabien ne supporte pas, quand celle-ci refuse de dormir, par exemple. Emma est une adepte des théories du complot, qu'elle tente vainement d'expliquer à Fabien.
Emma dans la saison 11 devient directrice de Bricoflex, allant parfois jusqu'à renier ses principes : elle qui campait sur la ZAD, incarnait la rebelle et la syndicaliste meneuse de manifs et de grèves, et chantait des chansons engagées, devient subitement une patronne sans scrupules, contente d'avoir des actions Bricoflex. Fabien, quant à lui, écrit et publie des romans à la fois historiques et érotiques sous un pseudonyme féminin, et Emma se fait passer pour la soi-disant auteure desdits romans lorsque celle-ci doit être interviewée.
Dans la saison 15, après avoir accepté d'avoir un nouvel enfant, choix pour lequel elle était réticente, Emma tombe enceinte de jumeaux, prénommés Nathan et Gina.

Dans le primetime "Scènes de ménages, 15 ans : enfin réunis", à la suite d'un pari perdu, Emma accepte d'épouser Fabien et fini par lui faire elle-même sa demande.

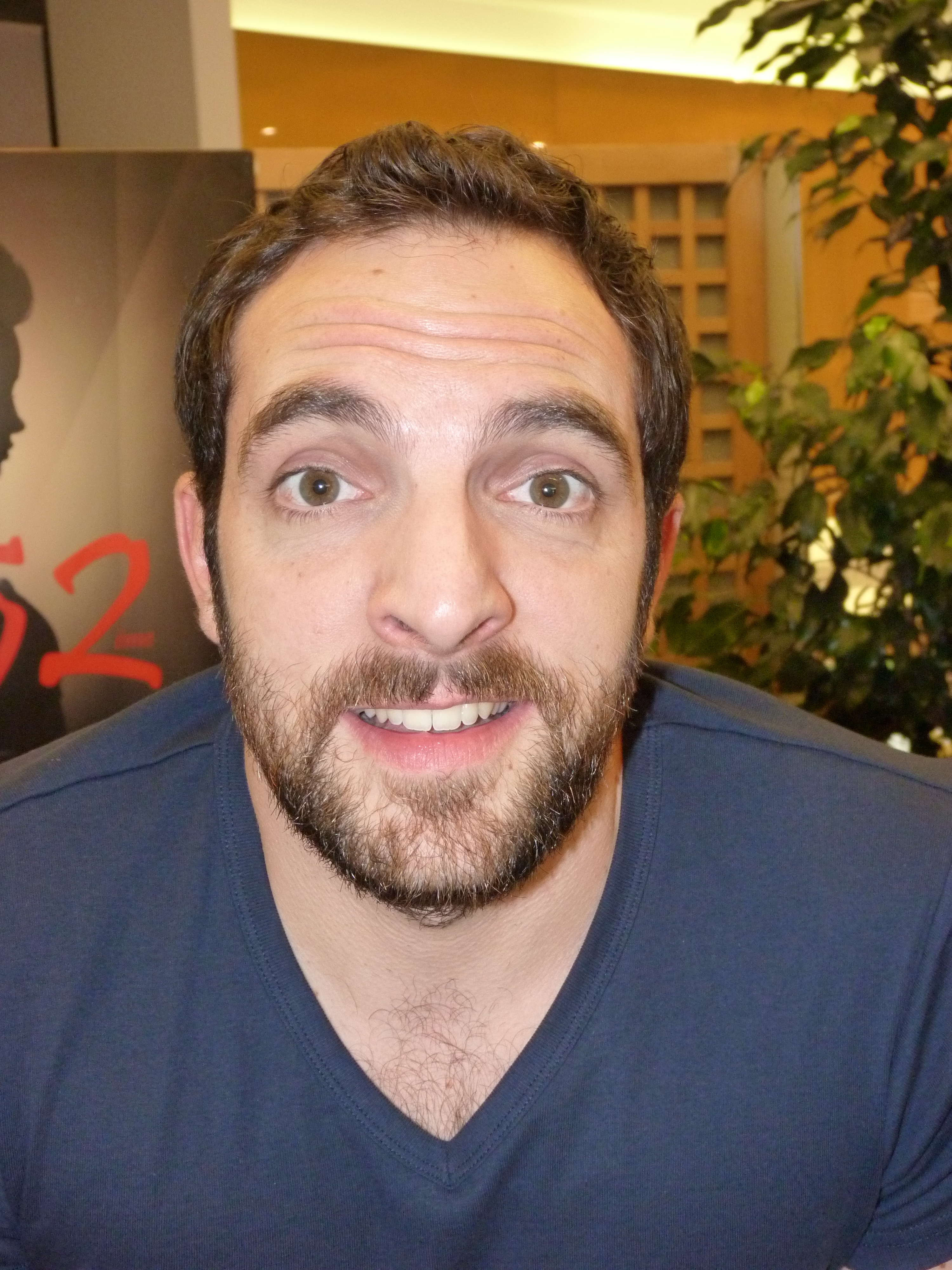
David Mora interprète Fabien
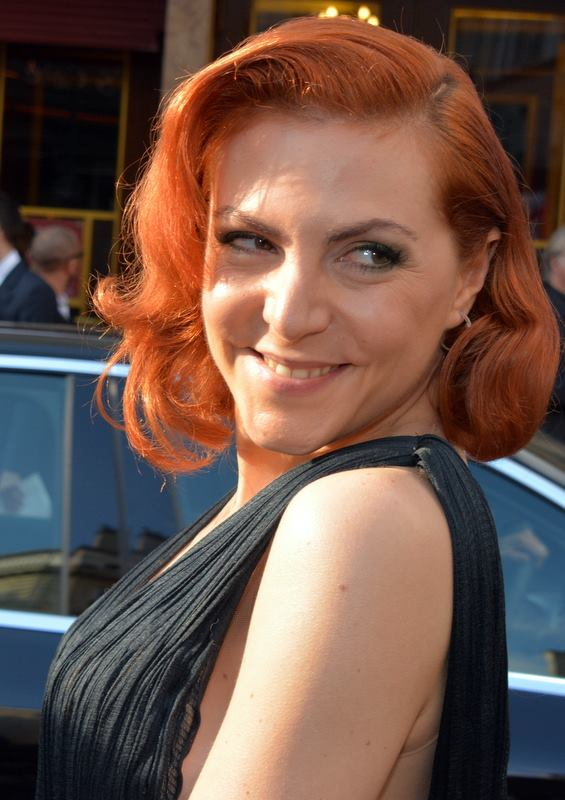
Anne-Élisabeth Blateau interprète Emma

### Philippe et Camille (depuis la saison 7)

#### Présentation
À la rentrée 2015 (lancement de la saison 7), un nouveau couple a fait son apparition dans la série : Camille et Philippe, qui ont pour particularité d'avoir près de vingt ans d'écart (le père de Camille a cinq ans de plus que Philippe). Philippe a la cinquantaine et Camille fête ses 30 ans lors du prime Ça va être leur fête diffusé le 11 avril 2017 pour les 30 ans de la chaîne M6. Ils se sont rencontrés dans la pharmacie de Philippe à Biarritz.
Ces deux personnages semblent très opposés mais s'aiment beaucoup, Camille veut d'ailleurs avoir un enfant avec Philippe, ce à quoi il ne semble pas tout à fait prêt. Camille souhaite par la suite à adopter un enfant, ce à quoi Philippe finit par consentir.
Dans la saison 11, Pauline, la fille de Philippe, annonce à son père être enceinte. Camille le vit très mal et n'accepte pas l'idée d'être l'épouse d'un futur grand-père. Philippe et Camille s'interrogeront longtemps sur l'identité du père de l'enfant qui reste un mystère, jusqu'à ce que Pauline révèle être en fait en couple avec une femme et avoir fait une insémination artificielle. Philippe sera d'abord surpris mais prend finalement bien la nouvelle, jusqu'à défendre la cause des homosexuels auprès de sa famille et ses proches, ce qui amuse beaucoup Camille.

#### Philippe
Interprété par Grégoire Bonnet
Il a deux enfants, issus de son union avec son ex-femme Isabelle. Son fils, Ulysse, est un étudiant fainéant, se réorientant en permanence et ne sachant pas vraiment ce qu'il veut faire ; il accepte complètement l'union de son père avec Camille et est d'ailleurs très complice avec cette dernière ; il demande régulièrement un appui financier à son père pour des projets plus insensés les uns que les autres. Sa fille, Pauline, est une étudiante en médecine, contrainte par Philippe, elle accepte plus difficilement l'histoire d'amour de Camille et Philippe mais finira par apprécier Camille. Son entourage est, lui, réellement perturbé par la différence d'âge. Le père de Camille, par exemple, ne l'apprécie pas vraiment au début.
Philippe est un pharmacien qui gagne beaucoup d'argent, et aime le faire savoir aux autres : il joue du saxophone, il pratique le golf, il aime les belles voitures et les belles montres et il refuse d'acheter des vêtements en solde. De plus, il se dit « de droite » depuis qu'il possède sa pharmacie, contrairement à Camille qui est de gauche. Il a très peur que Camille le quitte et veut constamment lui prouver qu'il l'aime, en faisant des régimes et du sport afin d'améliorer sa condition physique. Il aime cependant beaucoup cuisiner et apprécie la cuisine gastronomique. Il possède un yacht et plusieurs propriétés immobilières, dont un studio occupé par Stéphanie, l'amie fauchée de Camille, qui ne paye pas son loyer et sort avec Ulysse.
Ce dernier connaît dans la saison 11 une métamorphose surprenante : le fils nonchalant et dilettante finit par trouver sa voie et devenir, au grand étonnement de son père, un agent immobilier ambitieux et sans scrupules, au point même de scandaliser Philippe quand Ulysse lui proposera de vendre sa pharmacie. Il ira jusqu'à draguer Camille, cette dernière le repoussant à chaque fois.

#### Camille
Interprétée par Amélie Etasse

Camille, professeur de yoga, s'efforce d'être tout le temps positive. Elle a eu un bon nombre d'aventures avec des gens de son âge mais elle les trouve trop superficiels, cependant elle conseille Philippe pour l'aider à rester jeune et lui éviter de suivre les tendances dépassées. Elle dit aimer tout le monde, et avoir eu énormément de conquêtes, dont des filles, telle que Dorothée, une de ses ex plusieurs fois mentionnée. Elle a une logique assez étrange qu'elle est la seule à comprendre et est extrêmement franche. Elle ne sait pas mentir et ne se préoccupe pas des conséquences de ses mots. Contrairement à Philippe elle fait très attention à ce qu'elle mange et fait beaucoup de sport. Elle est très sociable et empathique et affiche un côté très spirituel. En tant que professeur de yoga, elle tente plusieurs fois de faire des tutoriels, mais Philippe lui fait rater ses vidéos en se plaçant derrière elle, dans l'axe de la caméra, et très souvent, en mangeant de la charcuterie ou des sucreries. Résultat, en raison de la présence de Philippe, toutes les vidéos de yoga que Camille met en ligne sur YouTube ne sont pas classées dans leur juste catégorie (Humour au lieu de Fitness).

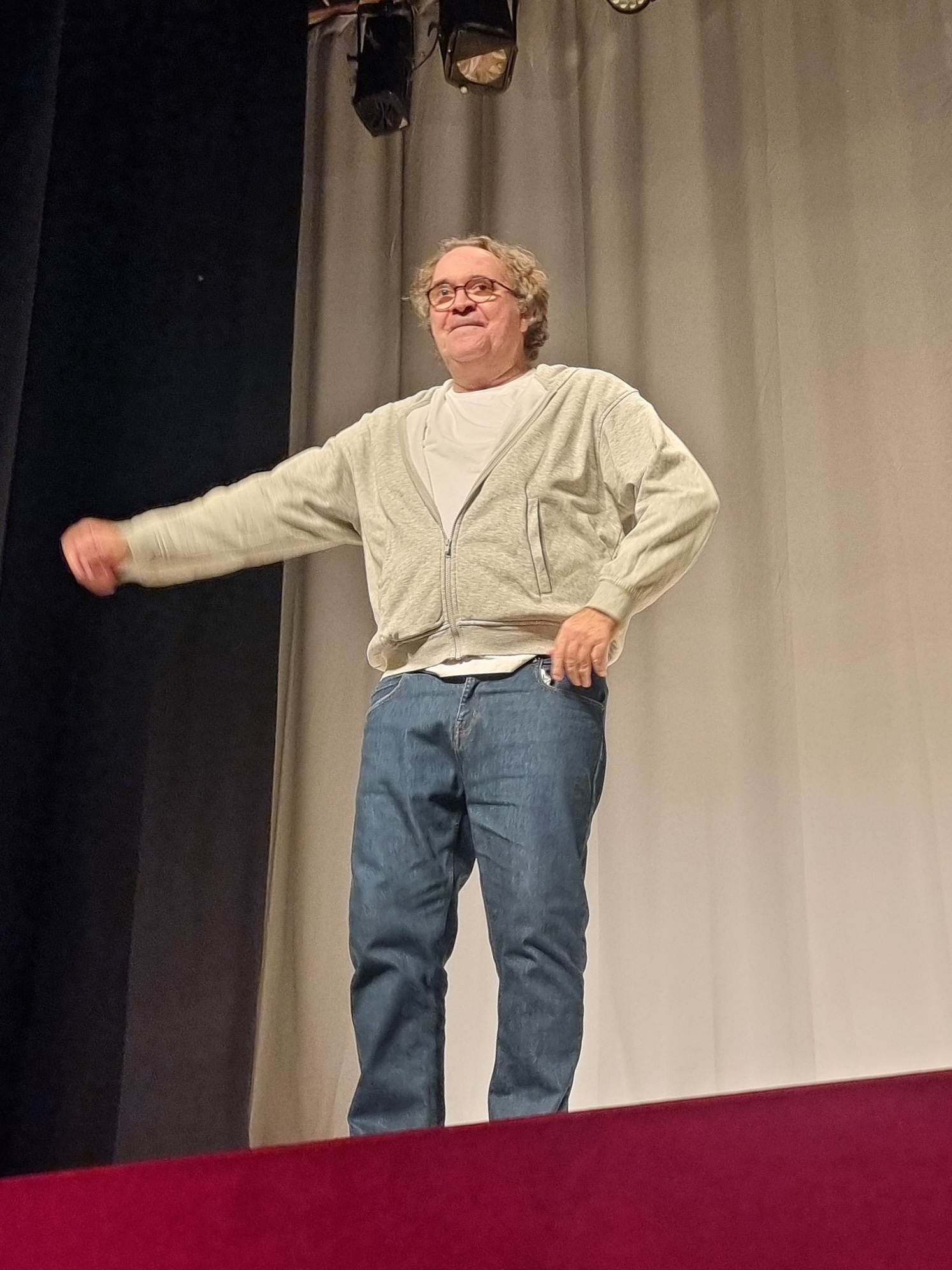
Grégoire Bonnet interprète Philippe
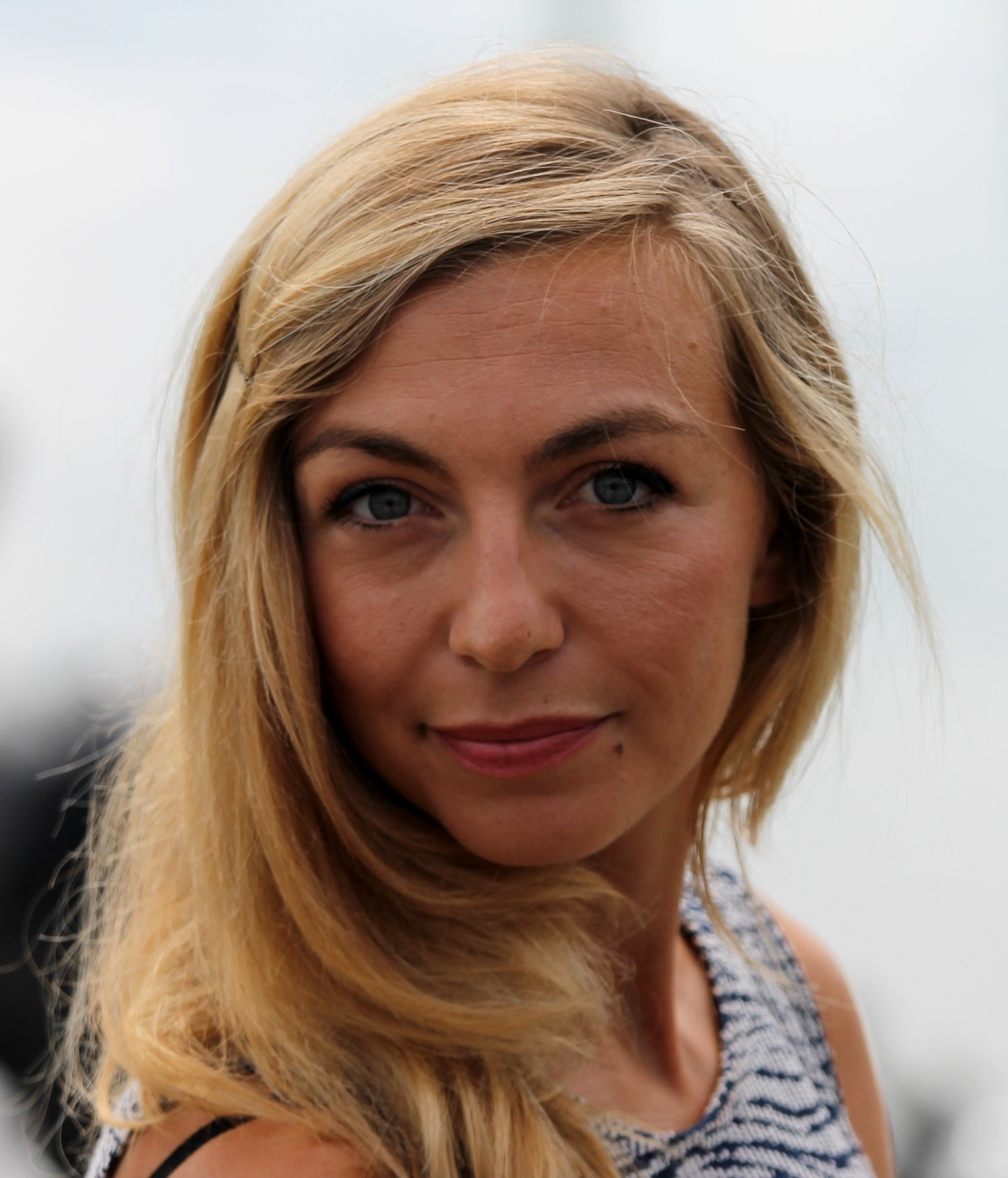
Amélie Etasse interprète Camille

### Léo et Leslie (depuis la saison 10)

#### Présentation
À la suite du départ d'Audrey Lamy et de Loup-Denis Elion (Marion et Cédric), à l'issue de la saison 9, un nouveau couple apparaît dans la série à partir de la saison 10. Léo et Leslie, amoureux depuis un an, décident de s'installer dans une sorte d'entrepôt meublé avec les moyens du bord.
Léo et Leslie sont très attachés aux nouvelles technologies qui rythment leur vie. Leur opposition se base aussi surtout sur les clichés de Léo sur les personnes habitant la banlieue et sur ceux de Leslie sur les enfants de riches. Ils ont également en commun leur entreprise de customisation des T-shirts.
Comme tous les gens de leur âge, Léo et Leslie organisent souvent des soirées chez eux avec leurs amis, ce qui agace profondément leur voisine, Madame Legault. Après plusieurs emplois précaires, Léo et Leslie parviennent à trouver une situation plus stable en devenant respectivement conseiller dans la publicité et infirmière.

#### Léo
Interprété par Vinnie Dargaud
Léo est d'origine réunionnaise. On apprend dans un épisode que son vrai prénom est Léonard, à la grande surprise de Leslie, et lui-même n'aime pas qu'on l'appelle par son vrai prénom. Il est également très attaché à sa mère, au point que Leslie lui conseille souvent de « couper le cordon ». Il a toujours vécu de façon assez aisée pendant son enfance.

#### Leslie
Interprétée par Claire Chust
Leslie, quant à elle, n'a pas connu son père. Elle se met à le rechercher la fin de la saison 10, mais sa mère n'a quasiment aucun souvenir de lui non plus, car elle buvait trop à l'époque. Les souvenirs lui reviennent au fur et à mesure des épisodes.

### Jalil et Louise (Saisons 13 à 16)

#### Présentation
En couple depuis 5 ans, Louise et Jalil, trentenaires, se connaissent depuis le collège.
Le couple disparait de la série en 2025.

#### Jalil
Interprété par Ryad Baxx
Jalil est pompier et Louise tient un restaurant. Messaoud, le père de Jalil, squatte régulièrement chez ce dernier. Il s’improvise souvent bricoleur au grand dam de Louise et Jalil. Il tenait un restaurant auparavant et tient à ce que Louise suive ses indications pour que le sien soit fait à l’identique (imposition d’un téléviseur etc).

#### Louise
Interprétée par Claudia Mongumu

La mère de Louise, quant à elle, est aussi régulièrement chez eux, et bouge sans arrêt leurs affaires de places pour « ranger ». Elle appelle régulièrement Louise qui se permet de poser son téléphone ailleurs pour faire autre chose tellement les conversations sont longues. Elle aimerait également être grand-mère et lui met la pression pour avoir des enfants. Côté travail, les femmes des pompiers se retrouvent régulièrement à des soirées auxquelles elles convient Louise, mais celle-ci refuse catégoriquement d’y participer.

### Gilbert et Christine (Saisons 14 à 16)

#### Présentation
Après seulement 2 saisons, le couple joué par Fanny Cottençon et Didier Bénureau disparait en raison de projets dans les prochains mois inconciliables avec les tournages.

#### Gilbert
Interprété par Didier Bénureau
Gilbert est un camionneur un peu radin.

#### Christine
Interprétée par Fanny Cottençon
Propriétaire d’un village de vacances «qu’elle a acheté grâce à une donation de son père», Christine est une bourgeoise qui cherche à s'affranchir ainsi de son milieu.

Christine est par ailleurs «mère de Fiona, la trentaine, une bourgeoise qui a fait ses études dans une grande école». Avec plusieurs amours décevantes, elle a trouvé en Gilbert celui qui la traite enfin comme elle en rêvait, en «princesse».

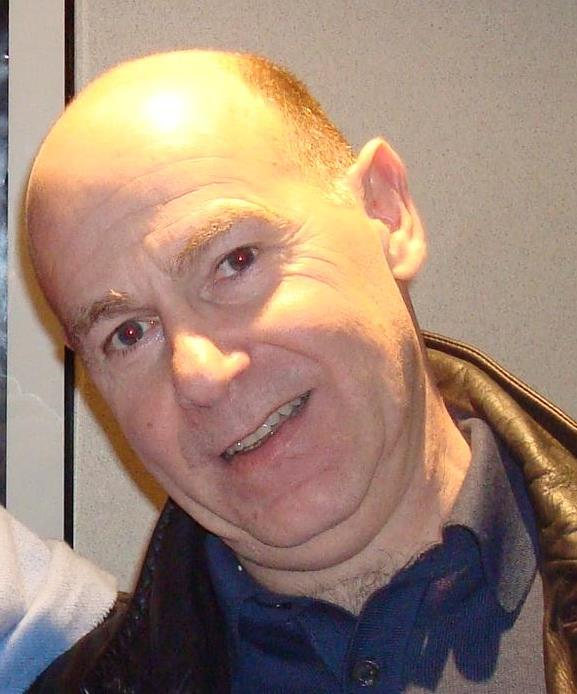
Didier Bénureau interprète Gilbert
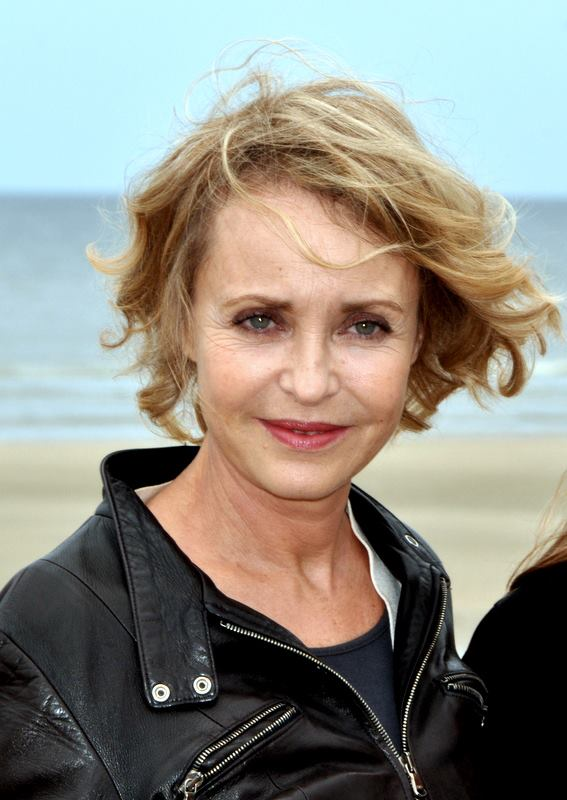
Fanny Cottençon interprète Christine

### Sofiane et Alice (depuis la saison 16)

#### Présentation
C'est un couple qui tient une épicerie/snack de moyenne montagne et qui passe son temps à se disputer et se réconcilier devant leurs clients. Habitant au-dessus de leur commerce, le couple doit se supporter 24h/24, ce qui donne lieu à des scènes de vie cocasses et rythmées. Ce couple est joué par Elodie Poux et Majid Berhila.

#### Sofiane
Interprété par Majid Berhila

#### Alice
Interprétée par Élodie Poux

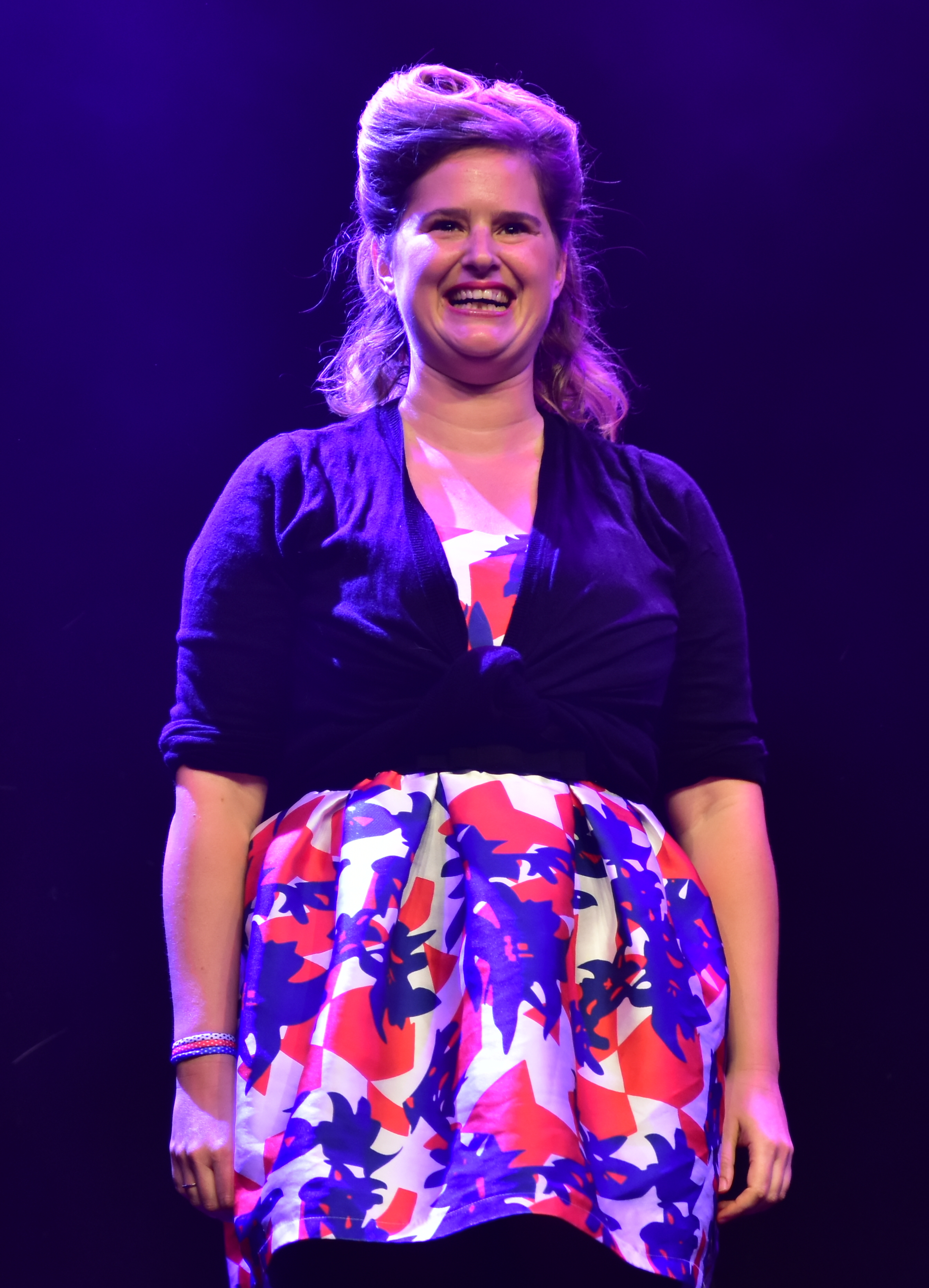
Élodie Poux interprète Alice

## Personnages secondaires
Famille (parents, enfants, petits-enfants, frères et sœurs, neveux et nièces, grands-parents, oncles et tantes, cousins et cousines), amis, ex-petits-amis, voisins, relations professionnelles, vacances et autres.

### Raymond et Huguette
|                                     |                                     | Couple | Raymond | Huguette |
| ----------------------------------- | ----------------------------------- | --- | --- | --- |
| Famille                             | Enfant(s)                           | - Catherine Jacob : Caroline, la fille d'Huguette et Raymond | - Edgar Givry : Grégoire, le «fils caché» de Raymond | -- |
| Famille                             | Petit(s)-enfant(s)                  | - Eythan Solomon : Anthony, un des petits-fils de Raymond et Huguette | -- | -- |
| Famille                             | Frère(s) et sœur(s)                 | -- | - Michel Vuillermoz : Robert, le frère de Raymond | - Liliane Rovère : Françoise, la sœur d'Huguette |
| Famille                             | Neveu(x) et nièce(s)                | - Thierry Samitier : Didier, le neveu de Raymond et Huguette - Nadia Roz : Béa, la nièce de Raymond et Huguette - Aurélie Vaneck : une nièce de Raymond et Huguette (épisode régulier)                                                                                                 | -- | - Fred Blin : Estève, le neveu d'Huguette |
| Amis                                | Amis                                | - Marcel Amont : Dédé, un ami du couple, adepte des calembours, qui va bientôt mourir (épisode régulier) - Michel Chesneau : Armand, un ami du couple qui a toujours des problèmes de santé - François Borysse : Georges, un ami du couple en fauteuil roulant après avoir fait un AVC | - Patrick Préjean : Jacky, voisin et ami de Raymond - Georges Neri : Dominique, un ami de Raymond - Jacques Héry : Henri, l'ancien collègue de Raymond - Dane Porret : Jacques, un ami de Raymond - Henri Guybet : Robert, un des amis de bridge de Raymond - Gérard Chaillou : René, un ami de Raymond - Robert Castel : un ami de Raymond avec qui il partage un inhalateur (épisode régulier) - Michel Robbe : un ami de Raymond avec qui il partage le ras-le-bol de sa femme (épisode régulier) - [Acteur indéterminé] : Émile, un ami avec lequel Raymond enquête sur des affaires non classées | - Évelyne Grandjean : Gisèle, une amie d'Huguette - Mauricette Gourdon : Claudine, une amie d'Huguette - Agnès Aubé : Danièle, une amie d'Huguette - Sophie Sam : Martine, une amie d'Huguette - Sophie Darel : Martine, une amie d'Huguette - Rosine Favey : Fernande, l'amie gâteuse d'Huguette - Jean-Pierre Bernard : Roland, le courtisan d'Huguette, dont Raymond est un peu jaloux |
| Voisins                             | Voisins                             | - Anthony Sonigo : Maxime, un jeune voisin et copain de Raymond - Thomas Solivéres : Éric, un scout habitant l'immeuble et venant aider Huguette et Raymond - Florian Hessique : un voisin d'Huguette et Raymond - Charline Paul : Madame Mathieu; la concierge pipelette du couple    | - Anthony Sonigo : Maxime, un jeune voisin et copain de Raymond - Thomas Solivéres : Éric, un scout habitant l'immeuble et venant aider Huguette et Raymond - Florian Hessique : un voisin d'Huguette et Raymond - Charline Paul : Madame Mathieu; la concierge pipelette du couple | - Anthony Sonigo : Maxime, un jeune voisin et copain de Raymond - Thomas Solivéres : Éric, un scout habitant l'immeuble et venant aider Huguette et Raymond - Florian Hessique : un voisin d'Huguette et Raymond - Charline Paul : Madame Mathieu; la concierge pipelette du couple |
| Locataire d'une chambre d'étudiant  | Locataire d'une chambre d'étudiant  | - Justine Le Pottier : Laura, étudiante en médecine - Laura Calu : Maëva, étudiante en psychologie, la cousine de Laura et sa remplaçante dans la chambre d'étudiant | - Justine Le Pottier : Laura, étudiante en médecine - Laura Calu : Maëva, étudiante en psychologie, la cousine de Laura et sa remplaçante dans la chambre d'étudiant | - Justine Le Pottier : Laura, étudiante en médecine - Laura Calu : Maëva, étudiante en psychologie, la cousine de Laura et sa remplaçante dans la chambre d'étudiant |
| Employée de maison                  | Employée de maison                  | - Anne Benoît : Marguerite, la femme de ménage d'Huguette et Raymond - Edea Darcque : une candidate pour le poste d'assistante concierge | - Anne Benoît : Marguerite, la femme de ménage d'Huguette et Raymond - Edea Darcque : une candidate pour le poste d'assistante concierge | - Anne Benoît : Marguerite, la femme de ménage d'Huguette et Raymond - Edea Darcque : une candidate pour le poste d'assistante concierge |
| Fan-club de Michaël François        | Fan-club de Michaël François        | -- | -- | - Patrick Hamel : Michaël François, le chanteur, pour lequel Huguette dirige le fan-club - Mike Brant, le chien de Michaël François - Caroline Loeb : Annick, une espionne du fan-club de Steven Alexandre, une infiltrée dans le fan-club de Michaël François, mené par Huguette (épisode régulier)                                                                                      |
| Acteurs secondaires saisons passées | FLV (Front de Libération des Vieux) | - Georges Neri : Dominique - Henri Guybet : Robert - Pierre Douglas : Victor - Patricia Couvillers : Marguerite - Georges Beller : Georges, un candidat adhérent au FLV, qui ne sera finalement pas accepté (épisode régulier)                                                         | - Georges Neri : Dominique - Henri Guybet : Robert - Pierre Douglas : Victor - Patricia Couvillers : Marguerite - Georges Beller : Georges, un candidat adhérent au FLV, qui ne sera finalement pas accepté (épisode régulier) | - Georges Neri : Dominique - Henri Guybet : Robert - Pierre Douglas : Victor - Patricia Couvillers : Marguerite - Georges Beller : Georges, un candidat adhérent au FLV, qui ne sera finalement pas accepté (épisode régulier) |
| Autres                              | Autres                              | - Jamel Debbouze : un employé de la mairie chez Raymond et Huguette pour les fêtes de Noël (épisode régulier) - Brice Fournier : un prêtre (épisode régulier) - Yves Gourvil : le plombier âgé et malade qui rénove la salle de bain de Raymond et Huguette                            | - Booder : Joachim, l'entraîneur du cheval de Raymond (épisode régulier) - Chantal Ladesou : Nicole, la nouvelle prétendante de Raymond après avoir matché sur une application de rencontre | -- |

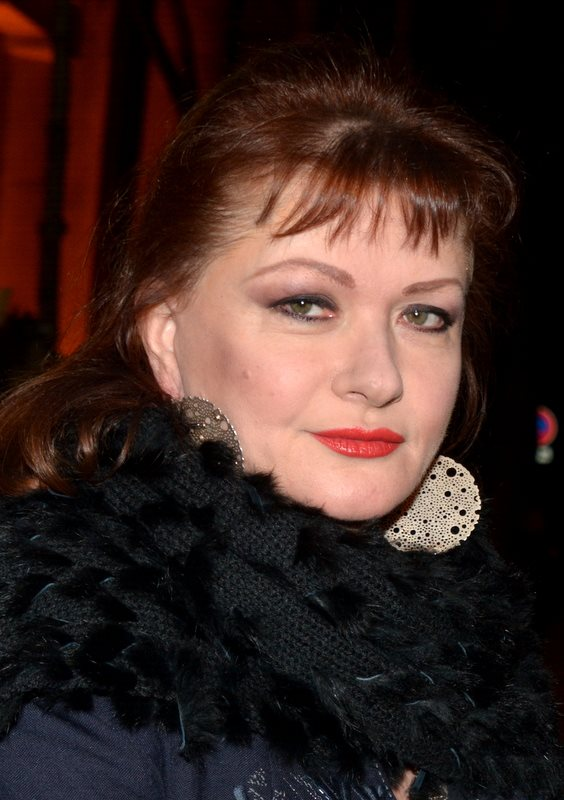
Catherine Jacob interprète Caroline
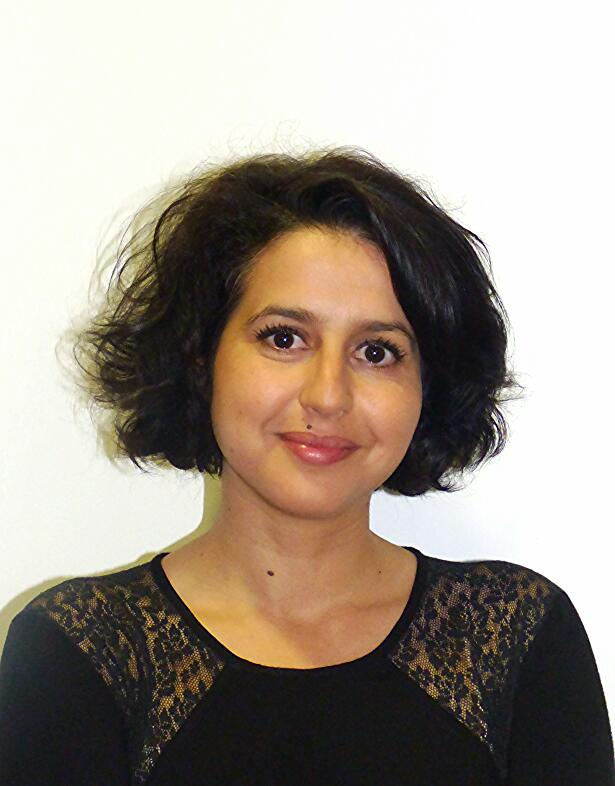
Nadia Roz interprète Béa
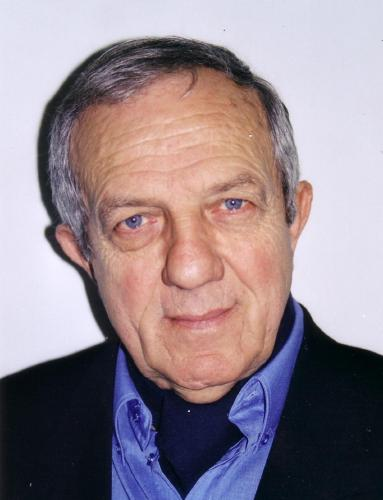
Georges Neri interprète Dominique
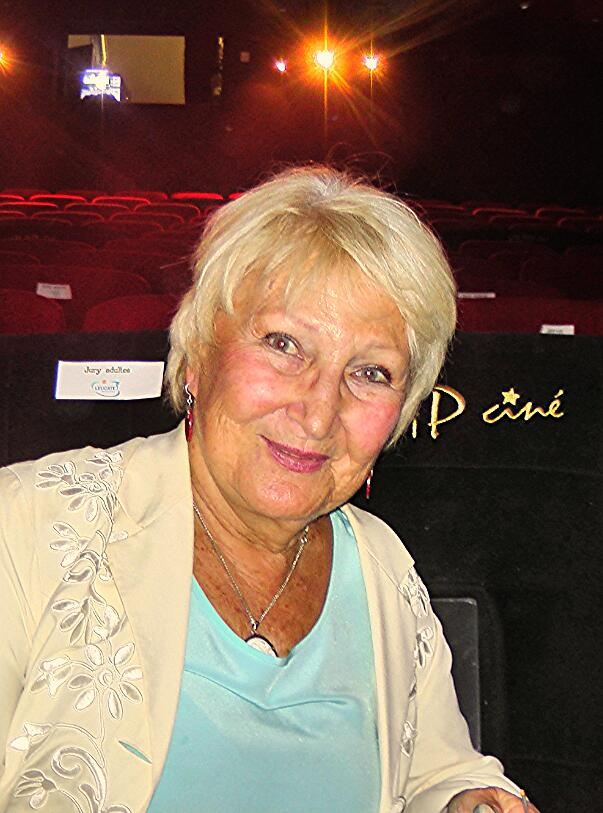
Évelyne Grandjean interprète Gisèle
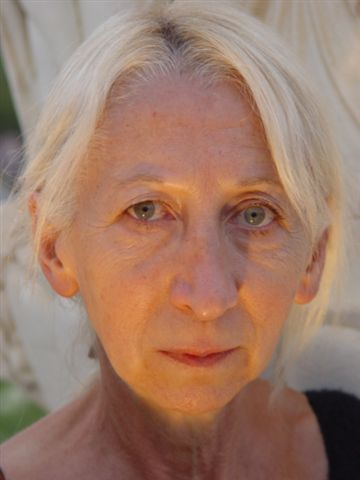
Agnès Aubé interprète Danièle
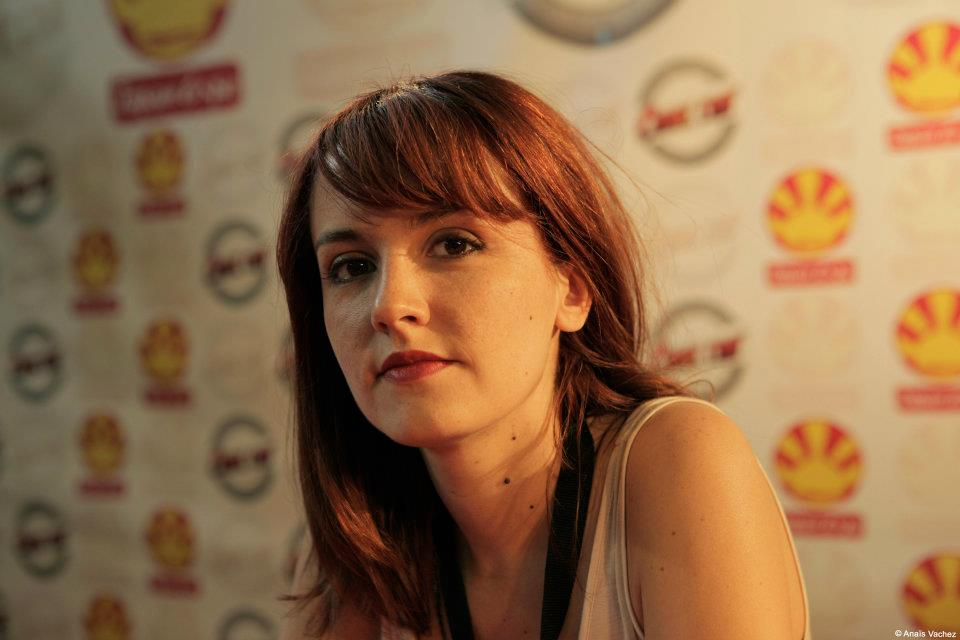
Justine Le Pottier interprète Laura
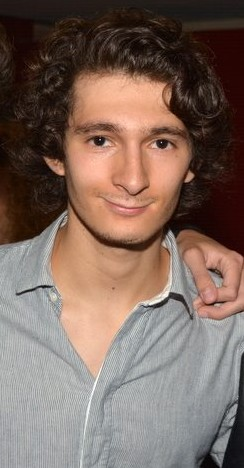
Anthony Sonigo interprète Maxime
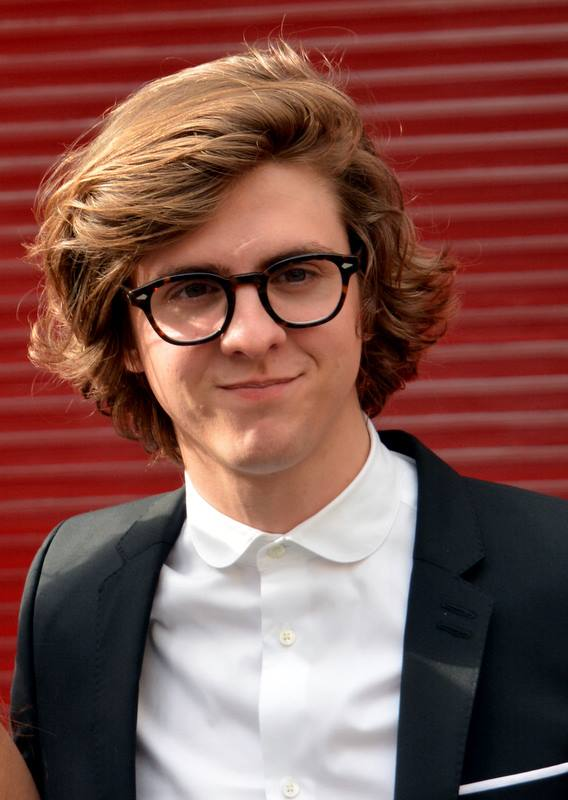
Thomas Solivérès interprète Éric
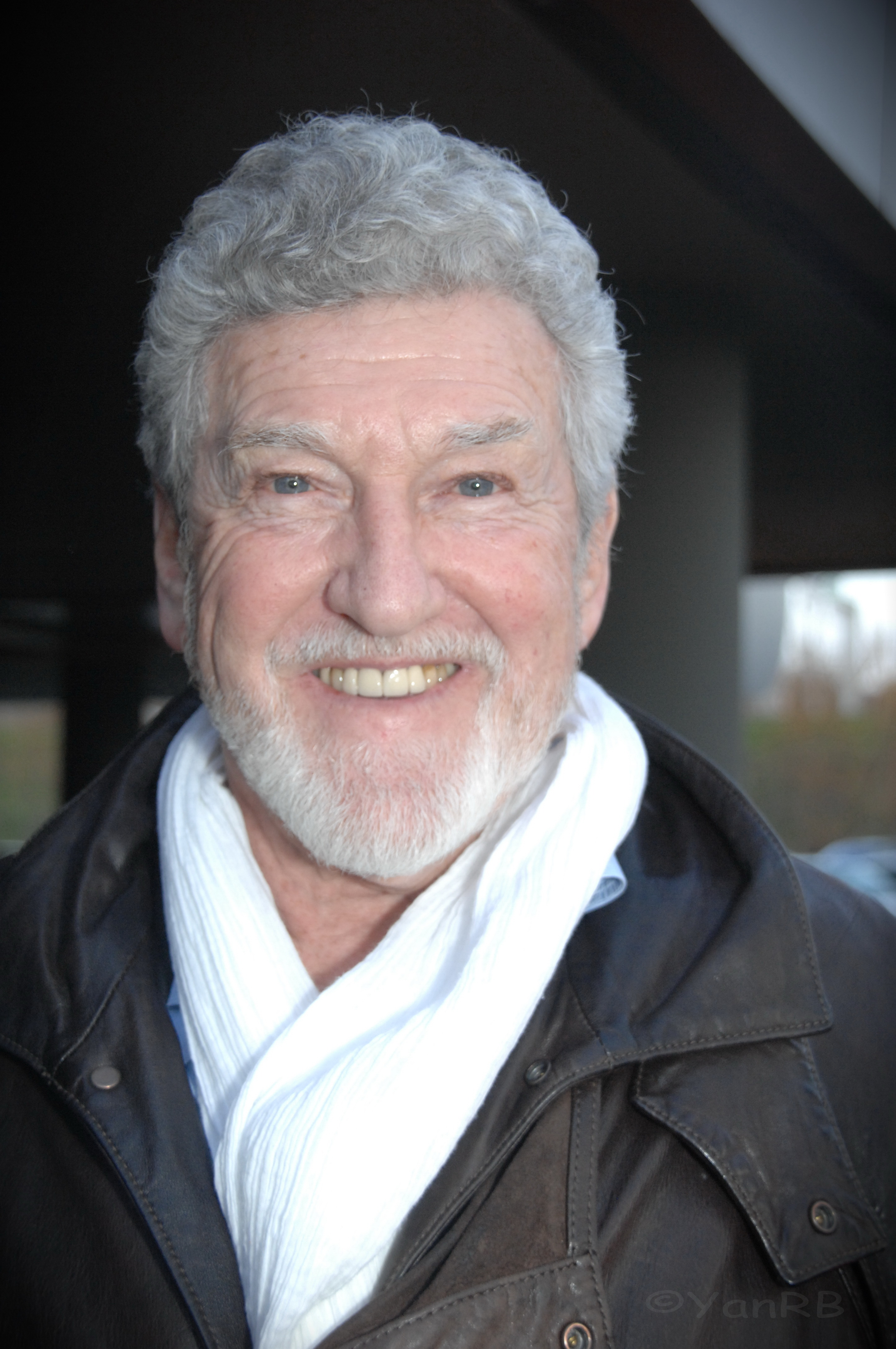
Patrick Préjean interprète Jacky
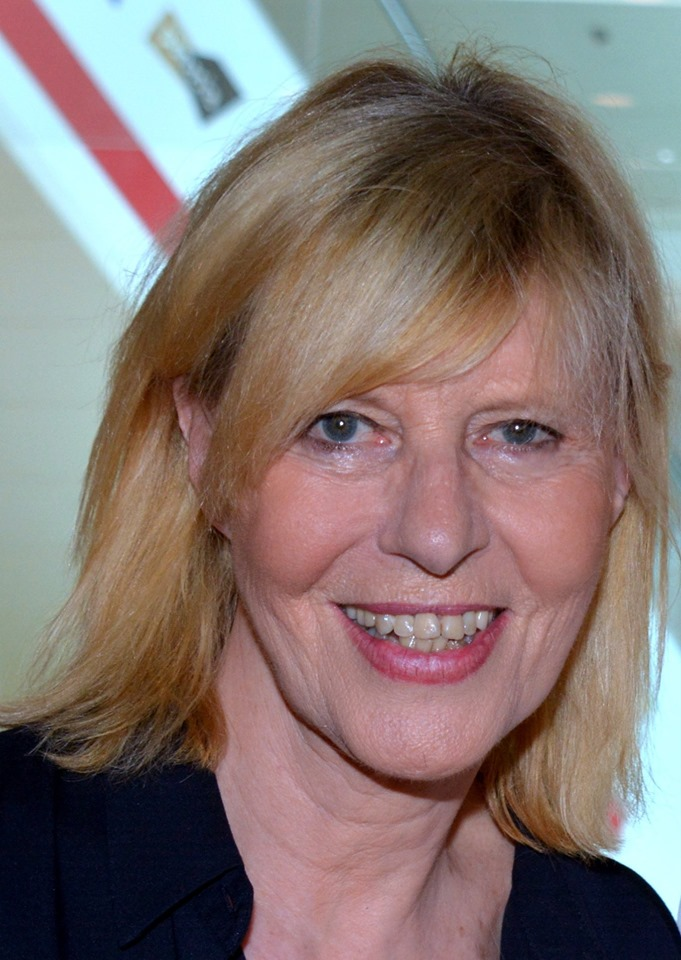
Chantal Ladesou interprète Nicole

### José et Liliane
|                                     |                                | Couple | José | Liliane |
| ----------------------------------- | ------------------------------ | --- | --- | --- |
| Famille                             | Parents                        | -- | - Marthe Villalonga : la mère de José | - Serge Martina : André, le père de Liliane |
| Famille                             | Enfant(s)                      | - Paul Lefèvre : Manu, le fils de José et Liliane - Geneviève Doang : Bao, l'ex-femme de Manu et mère de Lucie | -- | -- |
| Famille                             | Petit(s)-enfant(s)             | - [Actrice indéterminée] : Lucie, la fille de Manu et Bao | -- | -- |
| Famille                             | Frère(s) et sœur(s)            | -- | - Annie Gregorio : Anna, la sœur de José | -- |
| Famille                             | Oncle(s) et tante(s)           | -- | -- | - Andrée Damant : Tata Odette, la tante de Liliane (2009 - 2022) |
| Amis                                | Amis                           | - Philippe Duquesne : Jean-Pierre, le meilleur ami de José et le mari d'Adèle - Camille Grandville Duquesne : Adèle, une amie de Liliane et femme de Jean-Pierre - Tatiana Gousseff : Marie-Catherine, une amie guindée et récurrente de José et Liliane - Thierry Rode : Jean-Philippe, le mari de Marie-Catherine - Olivier Pagès : Christopher, l'amant de Marie-Catherine | - Karine Le Marchand : Dolorès, une entraîneuse de football et amie de José (épisode régulier) - Emmanuel Donzella : Miguel, l'ami de José avec qui il jouait à des concerts durant sa jeunesse | - Catherine Hosmalin : Marilyne, une amie de Liliane - Ariane Brodier : une amie de Liliane qui fait craquer tous les hommes (épisode régulier) - Karina Marimon : Sylvie, une amie coquine de Liliane |
| Voisins                             | Voisins                        | - Jean-François Lescurat : Patrick, le marie de Fabienne et voisin de Liliane et José - Christiane Bopp : Fabienne, la femme de Patrick et voisine de Liliane et José - François Vincentelli : Vincent, le mari de Vanessa et voisin de Liliane et José - Adriana Karembeu : Vanessa, la femme de Vincent et voisine de Liliane et José - [Acteur indéterminé] : Stéphane, l'homme du trouple voisin - [Actrice indéterminée] : Estelle, une des 2 femmes du trouple voisin - [Actrice indéterminée] : Magalie, une des 2 femmes du trouple voisin | - Jean-François Lescurat : Patrick, le marie de Fabienne et voisin de Liliane et José - Christiane Bopp : Fabienne, la femme de Patrick et voisine de Liliane et José - François Vincentelli : Vincent, le mari de Vanessa et voisin de Liliane et José - Adriana Karembeu : Vanessa, la femme de Vincent et voisine de Liliane et José - [Acteur indéterminé] : Stéphane, l'homme du trouple voisin - [Actrice indéterminée] : Estelle, une des 2 femmes du trouple voisin - [Actrice indéterminée] : Magalie, une des 2 femmes du trouple voisin | - Jean-François Lescurat : Patrick, le marie de Fabienne et voisin de Liliane et José - Christiane Bopp : Fabienne, la femme de Patrick et voisine de Liliane et José - François Vincentelli : Vincent, le mari de Vanessa et voisin de Liliane et José - Adriana Karembeu : Vanessa, la femme de Vincent et voisine de Liliane et José - [Acteur indéterminé] : Stéphane, l'homme du trouple voisin - [Actrice indéterminée] : Estelle, une des 2 femmes du trouple voisin - [Actrice indéterminée] : Magalie, une des 2 femmes du trouple voisin |
| Mairie                              | Mairie                         | -- | - Didier Bourdon : Chamard, employé de mairie et ennemi juré de José - Raphaëline Goupilleau : Brigitte, la secrétaire de José | -- |
| Acteurs secondaires saisons passées | Campagne électorale            | - Julia Molkhou : Élise, la chargée de communication de José - Antoine Ferey : Félix, l'un des membres de l'équipe de campagne de José - Charles Tesnière : Rodrigue, le porte-parole du parti «Osez José» | - Julia Molkhou : Élise, la chargée de communication de José - Antoine Ferey : Félix, l'un des membres de l'équipe de campagne de José - Charles Tesnière : Rodrigue, le porte-parole du parti «Osez José» | - Julia Molkhou : Élise, la chargée de communication de José - Antoine Ferey : Félix, l'un des membres de l'équipe de campagne de José - Charles Tesnière : Rodrigue, le porte-parole du parti «Osez José» |
| Acteurs secondaires saisons passées | Équipe des Poussins (football) | -- | - Stylane Lecaille : Karim, le capitaine de l'équipe | -- |
| Autres                              | Autres                         | -- | - [Acteur indéterminé] : le Préfet | - Bruno Moynot : Bernard, un SDF que Liliane a aidé grâce à son association (épisode régulier) |

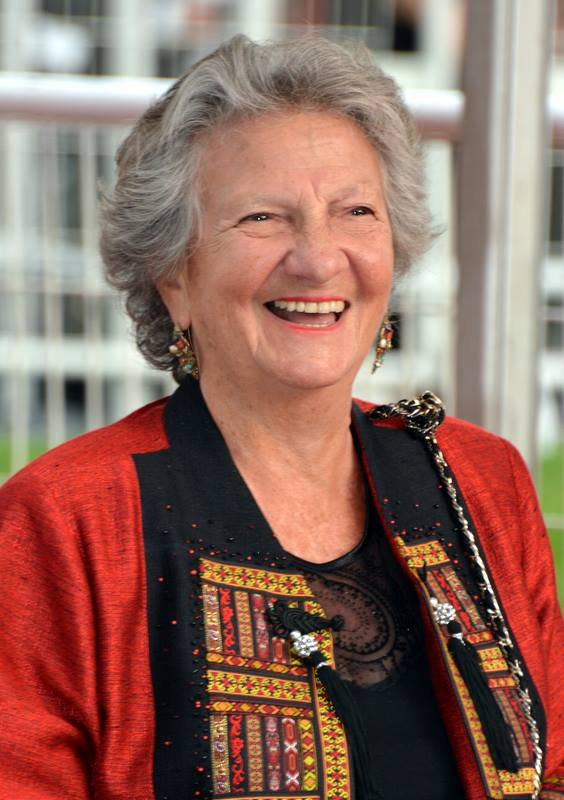
Marthe Villalonga interprète la mère de José
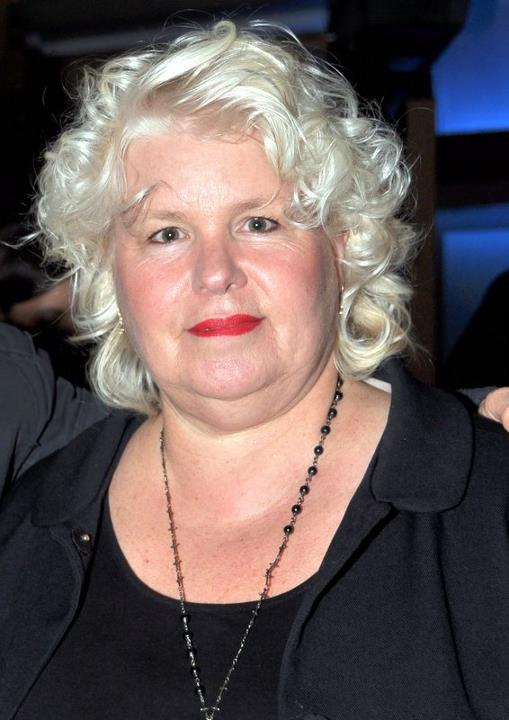
Catherine Hosmalin interprète Marilyne
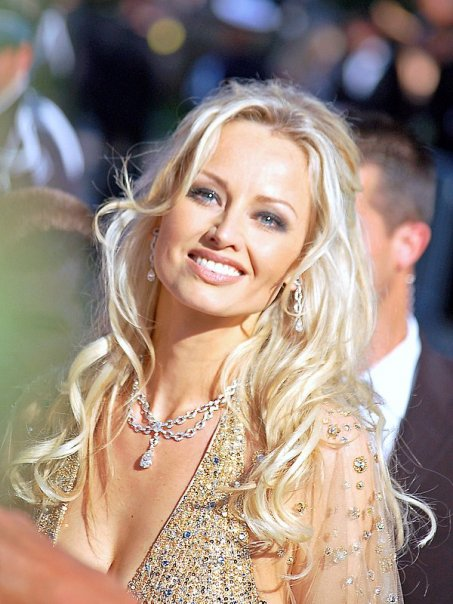
Adriana Karembeu interprète Vanessa, la voisine de Liliane et José, et femme de Vincent

### Cédric et Marion
|                            |                            | Couple | Cédric | Marion |
| -------------------------- | -------------------------- | --- | --- | --- |
| Famille                    | Parents                    | -- | - Pascal Légitimus : le père de Cédric | - Marie-Anne Chazel : la mère de Marion |
| Famille                    | Frère(s) et sœur(s)        | -- | - Denis Maréchal : Jérôme, le frère de Cédric | - Philippe Lacheau : le frère de Marion |
| Amis                       | Amis                       | - Romain Lancry : Billy, un ami (un peu lourdingue) de Cédric et Marion - Charles Templon : un ami de Cédric et Marion, jeune papa - Anaïs Parello : une amie de Cédric et Marion, future mariée | - Khaled Amara : Kad, un ami de Cédric | - Constance Fouchard : Caro et Lisa (l'actrice incarne les deux rôles), des amies de Marion - Olivia Côte : Nadia, une amie de Marion |
| Ex-petit(e)s-ami(e)s       | Ex-petit(e)s-ami(e)s       | -- | - Shirley Bousquet : Véro, une ex de Cédric, qui propose un plan à trois avec Cédric et Marion (épisode régulier)                                               | -- |
| Voisins                    | Voisins                    | - Mélusine Mayance : Léna, la jeune voisine agaçante que Marion aide en soutien scolaire et qui est amoureuse de Cédric                                                                          | - Mélusine Mayance : Léna, la jeune voisine agaçante que Marion aide en soutien scolaire et qui est amoureuse de Cédric                                         | - Mélusine Mayance : Léna, la jeune voisine agaçante que Marion aide en soutien scolaire et qui est amoureuse de Cédric |
| Relations professionnelles | Relations professionnelles | -- | -- | - Arthur Choisnet : Édouard, un des nombreux stagiaires de Marion - Julien Josselin : un stagiaire de Marion - Violette Barratier : Lucie, une stagiaire de Marion - Guillaume Canet : il joue son propre rôle et joue dans une pub pour des compotes dont Marion s'occupe de la communication (épisode régulier) - Édouard Collin : un serveur chantant lors d'une réception organisée par Marion (épisode régulier) |
| Autres                     | Autres                     | -- | - Nathalie Corré : une femme qui a fait passer un bilan de compétences à Cédric, avant de se rendre compte qu'elle n'était pas faite pour ça (épisode régulier) | - Maurice Antoni : Monsieur Christian, un des petits vieux dont Marion s'est occupé |

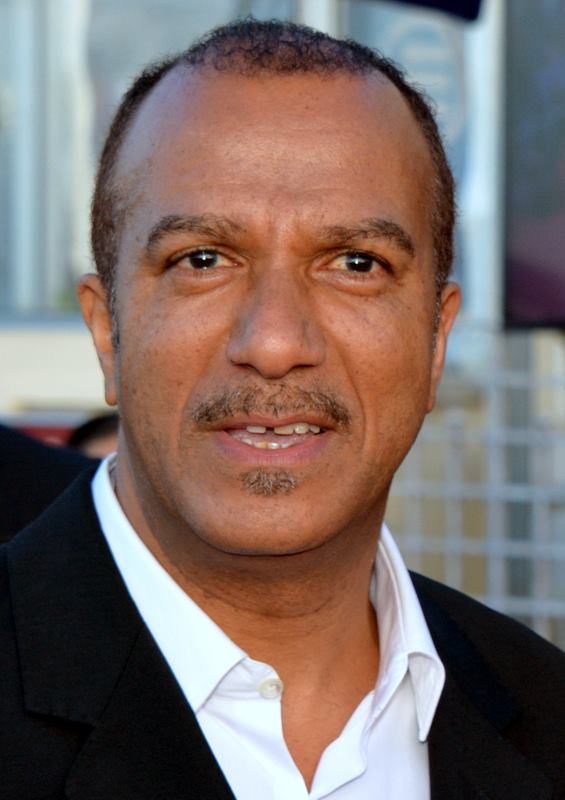
Pascal Légitimus interprète le père de Cédric.
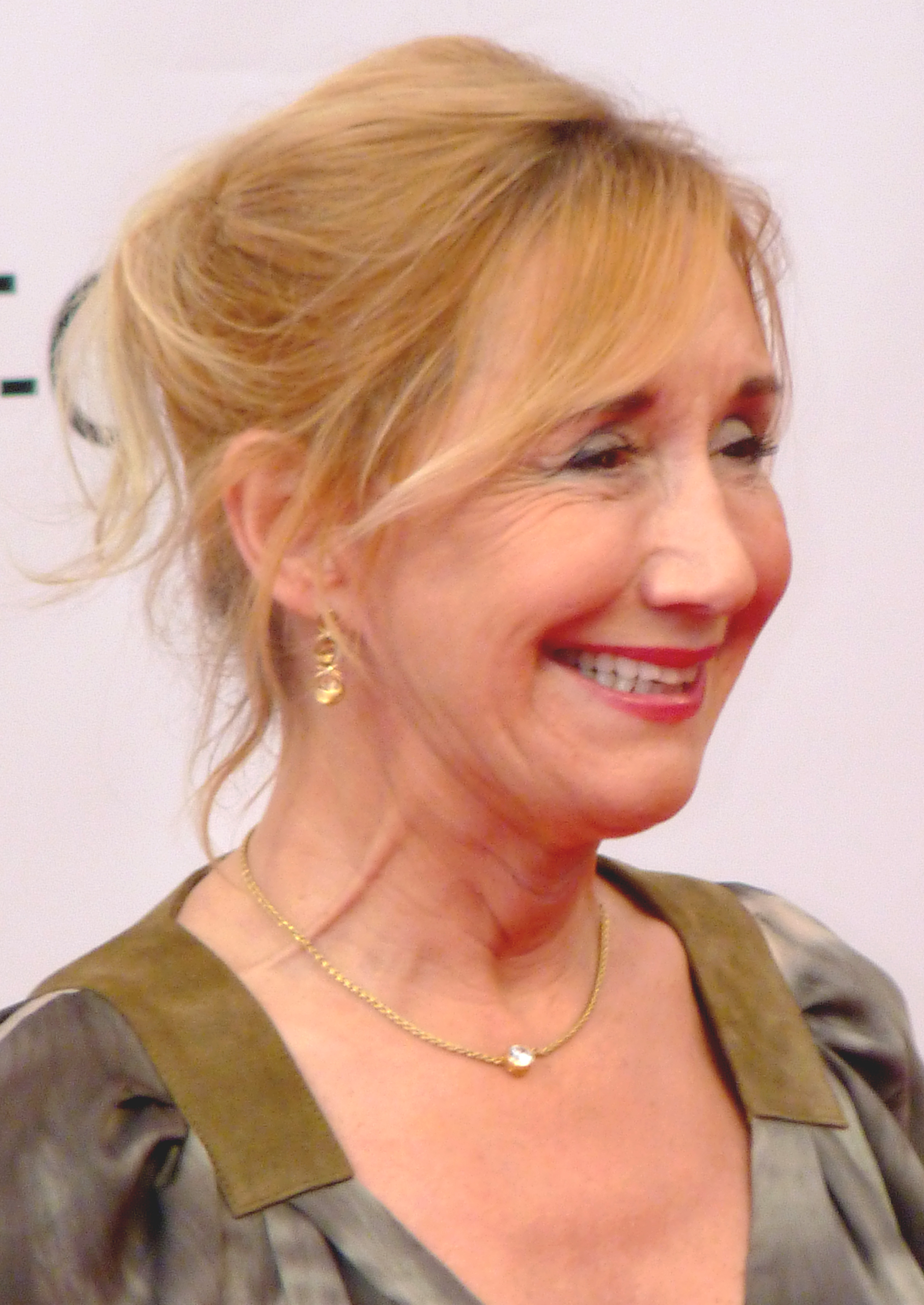
Marie-Anne Chazel interprète la mère de Marion.
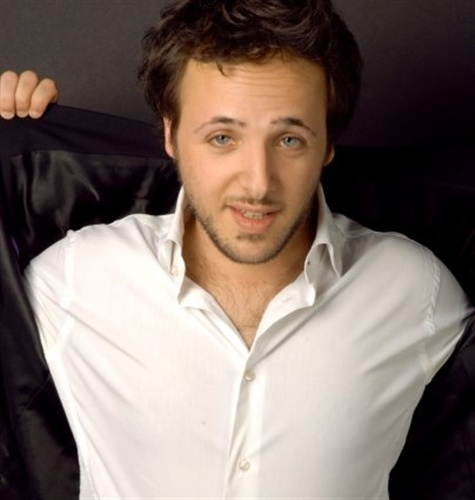
Romain Lancry interprète Billy, un ami de Cédric et Marion.

### Fabien et Emma
|                                     |                            | Couple | Fabien | Emma |
| ----------------------------------- | -------------------------- | --- | --- | --- |
| Famille                             | Parents                    | -- | - Jean-Luc Bideau : René, le père de Fabien - Dominique Lavanant (Prime) puis Sophie Artur (récurrente) : Colette, la mère de Fabien - Michel Jonasz : Hubert, le nouveau compagnon de Colette que Fabien ne supporte pas puis finit par adorer | - Lionnel Astier : Patrick, le père d'Emma - Valérie Mairesse : Solange, la mère d'Emma |
| Famille                             | Enfant(s)                  | - Soline Loureiro : Chloé, la fille d'Emma et Fabien - [Acteur indéterminé] : Nathan, le fils d'Emma et Fabien, jumeau de Gina - [Actrice indéterminée] : Gina, la fille d'Emma et Fabien, jumelle de Nathan | -- | -- |
| Famille                             | Frère(s) et sœur(s)        | -- | - Julia Dorval : Ludivine, la sœur de Fabien | - Yannik Mazzilli (†) : Hervé, un des deux frères d'Emma - Selma Kouchy : Amel, la petite-amie d'Hervé (épisode régulier) - Hubert Delattre : Thierry, un des deux frères d'Emma                                          |
| Famille                             | Cousin(s) et cousine(s)    | -- | -- | - Sébastien Chabal : un cousin d'Emma, qui a joué dans un épisode, faisait peur à Fabien du fait qu'il soit rugbyman |
| Amis                                | Amis                       | - Benoît Chauvin : Michel dit «Mich-Mich», le squatteur chez Fabien et Emma - Marie Lanchas : Céline, une amie d'Emma et Fabien - Jeanne Hatier : Lola, l'ado insupportable et la fille de Céline - Johann Dionnet : Max, un ami du couple qui fait office de directeur de communication bénévole pour leur gamme de produits Anouk et Quentin - Grégoire : Grégoire, un ami du couple (épisodes réguliers) - Ycare : Assane, un ami du couple (épisodes réguliers) | - Vincent Desagnat : Philippe, un ami de Fabien et l'ex-petit-ami de sa sœur, Ludivine - Cyrille Thouvenin : Pascal, un ami de Fabien, chasseur à courre                                                                                        | -- |
| Voisins                             | Voisins                    | - Roger Trapp : «Père» Joseph Bergougnioux, ancien propriétaire de la ferme et de la grande où vivent le couple - Marie-Hélène Lentini : Madame Pinot | -- | -- |
| Relations professionnelles          | Relations professionnelles | -- | -- | - [Actrice indéterminée] : Julie, l'assistante d'Emma à Bricoflex - Yann Papin : Serge, un vendeur de Bricoflex qu'Emma reçoit souvent chez elle - [Acteur indéterminé] : Arthur, le vendeur de Bricoflex amoureux d'Emma |
| Cours de bricolage                  | Cours de bricolage         | -- | -- | - Agathe de La Boulaye : une élève d'Emma - [Acteur indéterminé] : Yannick, un élève d'Emma |
| Acteurs secondaires saisons passées | Ex-petit(e)s-ami(e)s       | -- | -- | - François Chabert : Walter, l'ex-petit-ami d'Emma |
| Autres                              | Autres                     | - Vincent Moscato : le cracheur de feu qui se dispute avec le dresseur d'ours, à la fête médiévale de Fabien (épisode régulier) - Farid Khider : un client de la chambre d'hôte qui insiste pour laisser un commentaire, alors qu'Emma ne le veut pas (épisode régulier) | - Olivier Sitruk : Didier, l'éditeur de Fabien qui écrit des romans érotico-historiques | -- |

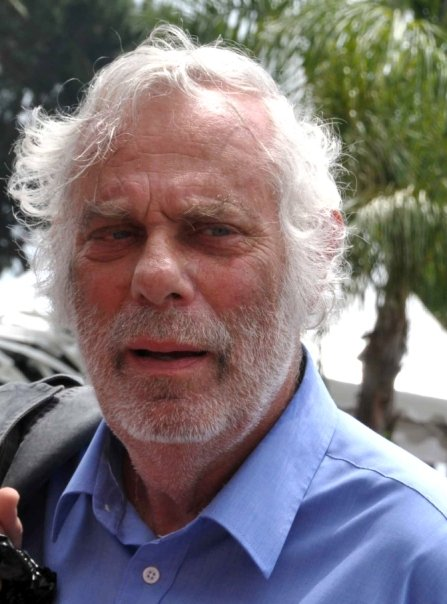
Jean-Luc Bideau interprète le père de Fabien.
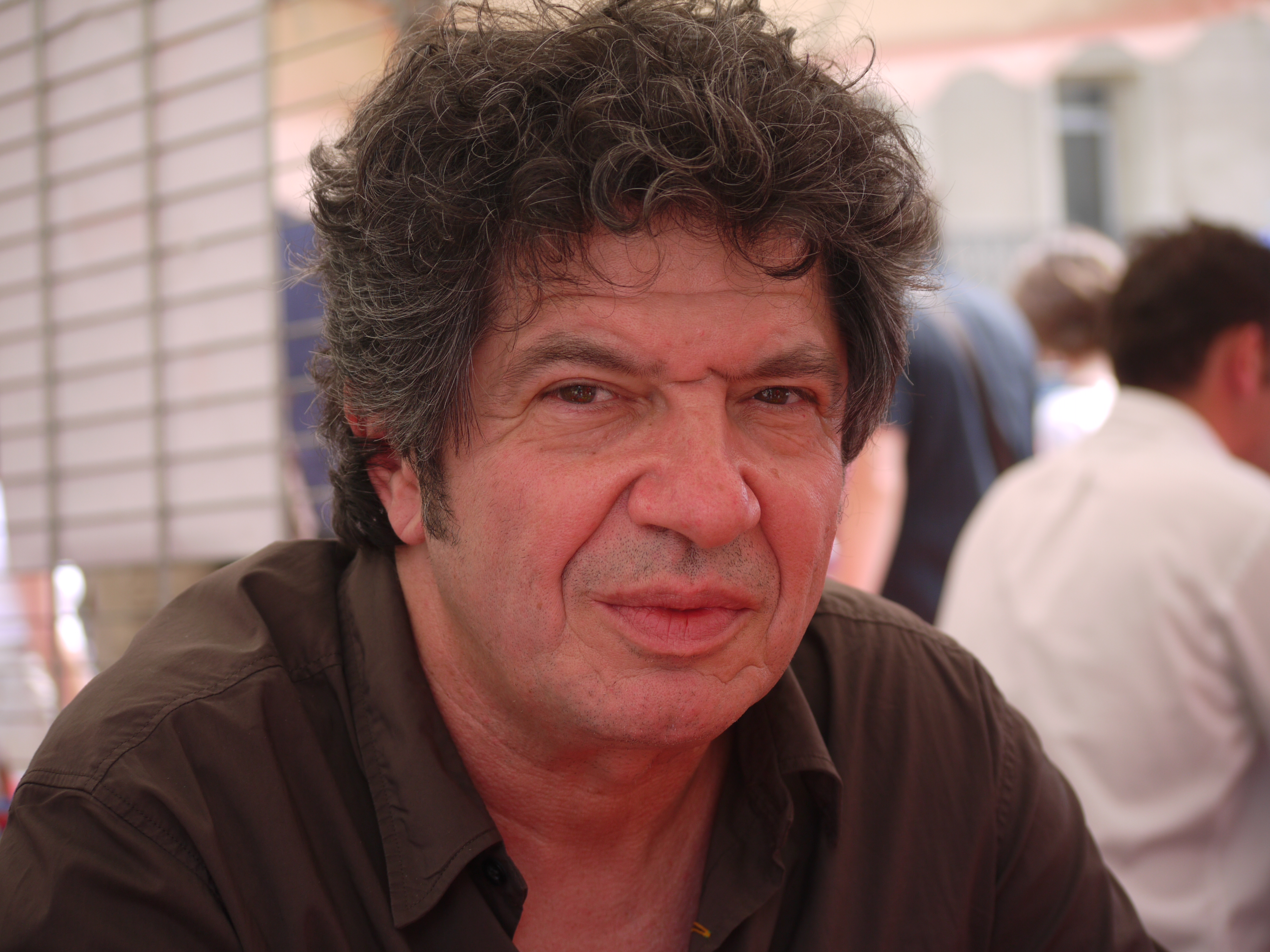
Lionnel Astier interprète le père d'Emma.
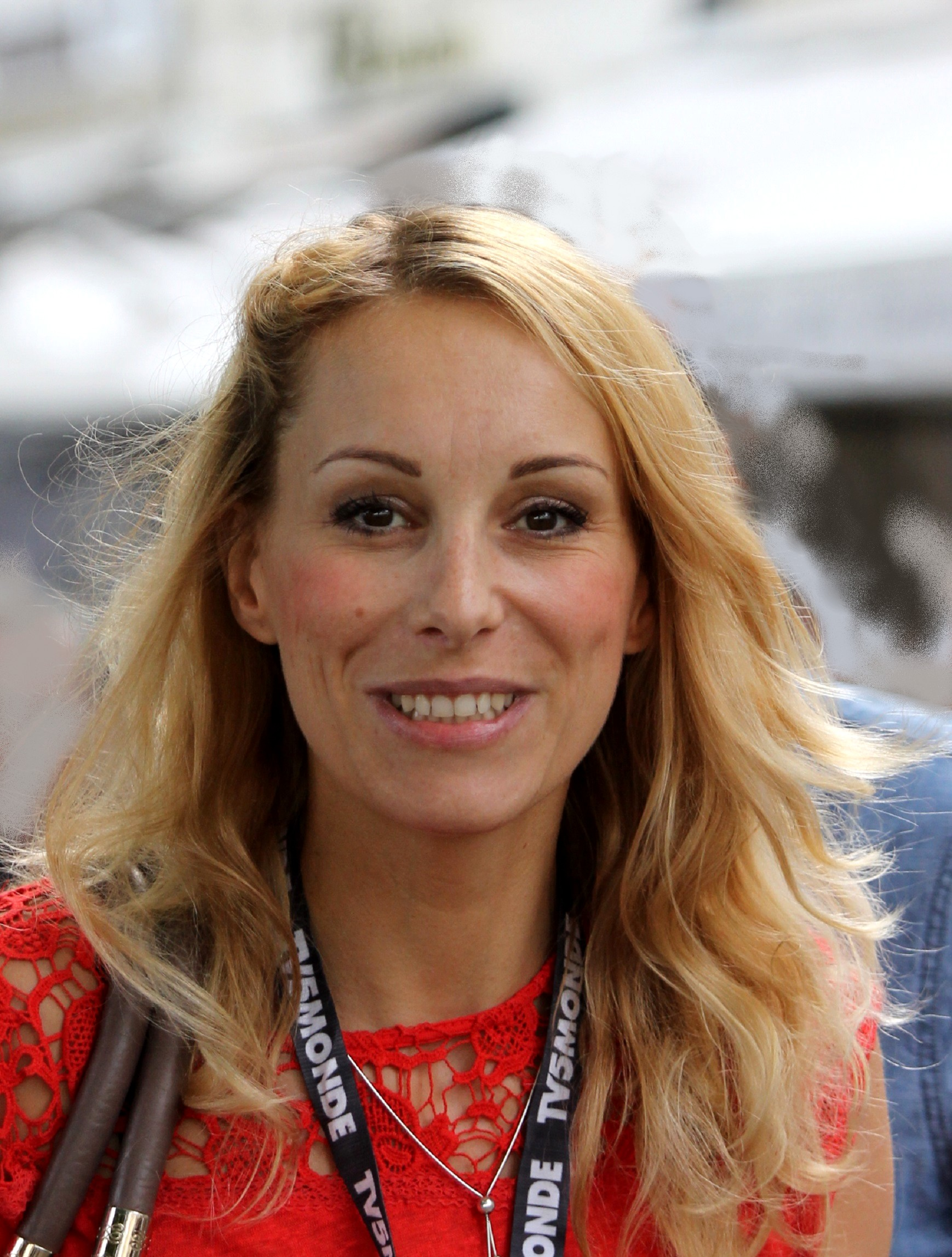
Julia Dorval interprète Ludivine.
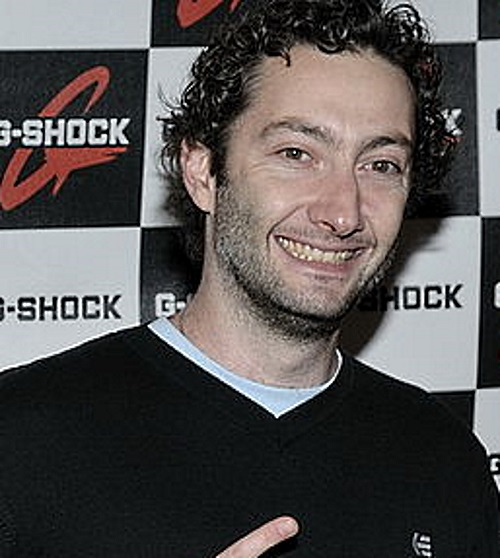
Vincent Desagnat interprète Philippe.

### Philippe et Camille
|                                         |                                     | Couple | Philippe | Camille |
| --------------------------------------- | ----------------------------------- | --- | --- | --- |
| Famille                                 | Parents                             | -- | - Philippe Laudenbach : Pierre, le père de Philippe - [Actrice indéterminée] : Édith, la mère de Philippe | - Patrick Bouchitey : Christian dit «Jackie», le père de Camille - Nicole Calfan : Nicole, la mère de Camille |
| Famille                                 | Enfant(s)                           | -- | - Grégoire Montana-Haroche : Ulysse, le fils de Philippe - Leïla Tabaï : Pauline, la fille de Philippe - Noémie Caillault : Amandine, la concubine de Pauline - [Actrice indéterminée] : Delphine, la fille de Pauline                              | -- |
| Famille                                 | Frère(s) et sœur(s)                 | -- | - Stéphanie Pareja : Sylvie, la soeur de Philippe (épisode régulier) | - Alban Casterman : Benoît, le frère délinquant de Camille qui implique Philippe malgré lui dans ses trafics |
| Famille                                 | Neveu(x) et nièce(s)                | -- | -- | - Valentin Pinette : Dylan, le fils de Benoît, qui loge chez Philippe et Camille pendant la détention de son père |
| Amis                                    | Amis                                | - Olivier Cruveiller : Jean-Louis, un ami du couple - Viviane Marceranio : Victoire, la femme de Jean-Louis - Didier Menin : Jean-Vincent, un ami du couple - Julie Arnold : la femme de Jean-Vincent (épisode régulier) - Roland Marchisio : un ami du couple régulièrement invité à dîner - Vanessa Valence : Sylvie, une amie du couple                                                  | - Laurent Maurel : Romaric, un ami de Philippe, invité dans une soirée de couple - Franck Gourlat : un ami vantard de Philippe (épisode régulier) - [Acteur indéterminé] : Yvan, un ami de Philippe                                                 | - Olivier Bénard : Ludo, un ami de Camille, souvent invité dans les soirées du couple - Constance Juilliard : Stéphanie, une amie de Camille, membre de son équipe de football féminin et locataire (souvent pas à jour) de Philippe - Dounia Coesens : une amie fumeuse de Camille (épisode régulier) |
| Ex-petit(e)s-amie(s)                    | Ex-petit(e)s-amie(s)                | -- | - Philippine Leroy-Beaulieu : Isabelle, l'ex-femme de Philippe - Christian Bujeau : François, le nouveau compagnon d'Isabelle | |
| Voisins                                 | Voisins                             | - Karine Belly : Élizabeth, la voisine dont Camille jalouse - Alexandre Skarbek : le voisin de Camille et Philippe | - Karine Belly : Élizabeth, la voisine dont Camille jalouse - Alexandre Skarbek : le voisin de Camille et Philippe | - Karine Belly : Élizabeth, la voisine dont Camille jalouse - Alexandre Skarbek : le voisin de Camille et Philippe |
| Relations professionnelles              | Relations professionnelles          | -- | - Marité Blot : Martine, l'employée pharmacienne de Philippe à la pharmacie - Emmanuel Gasne : Rodolphe, l'employé pharmacien de Philippe à la pharmacie                                                                                            | - Guillaume Labbé : Joris, un collègue de Camille dont Philippe est jaloux |
| Équipe de football féminine             | Équipe de football féminine         | -- | -- | - Constance Juilliard : Stéphanie - [Actrice indéterminée] : une joueuse de l'équipe - [Actrice indéterminée] : une joueuse de l'équipe - [Actrice indéterminée] : une joueuse de l'équipe - [Actrice indéterminée] : une joueuse de l'équipe                                                          |
| Club des commerçants                    | Club des commerçants                | -- | - [Acteur indéterminé] : l'agent immobilier - Salvatore Ingoglia : Salvatore, le pizzaïolo - [Actrice indéterminée] : la commerçante de parfums | -- |
| Boulistes                               | Boulistes                           | -- | - [Acteur indéterminé] : le bouliste brun - [Acteur indéterminé] : le bouliste aux cheveux blancs | -- |
| Acteurs secondaires des saisons passées | Employée de maison                  | - Noémie Sanson : Julie Pinel, la première femme de ménage du couple - Delphine Baril : Madame Brugnon, la femme de ménage autoritaire et tyrannique du couple | - Noémie Sanson : Julie Pinel, la première femme de ménage du couple - Delphine Baril : Madame Brugnon, la femme de ménage autoritaire et tyrannique du couple                                                                                      | - Noémie Sanson : Julie Pinel, la première femme de ménage du couple - Delphine Baril : Madame Brugnon, la femme de ménage autoritaire et tyrannique du couple |
| Acteurs secondaires des saisons passées | Club de régime («Le Club Sandwich») | -- | - Nicky Marbot : Patrick, un des membres - Sophie Forte : Corinne, une des membres | -- |
| Autres                                  | Autres                              | - Éric Thomas : un visiteur dont l'échec conjugal réjouit Camille et Philippe (il ne voyait pas leur relation durer) (épisode régulier) - Grégoire Oestermann : un invité d'une fête chez Camille et Philippe, que Camille finit par agacer (épisode régulier) - Marie-Christine Orry : la fonctionne chargée du dossier d'adoption de Philippe et Camille, qui fait des visites à domicile | - Alexandre Maublanc : Elias, le coach sportif de Philippe - Charlotte Gaccio : la nutritionniste de Philippe (épisode régulier) - Philippe Uchan : l'avocat de Philippe poursuivi à son insu pour trafic de cigarettes à cause du frère de Camille | - Fred Tousch : Patrick, le chaman de Camille |

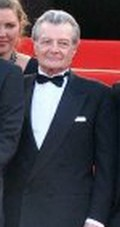
Philippe Laudenbach interprète le père de Philippe
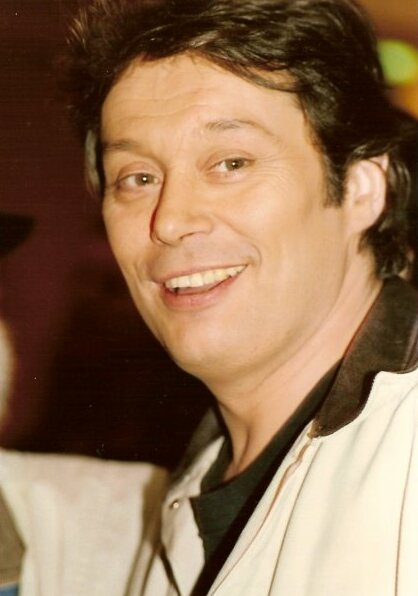
Patrick Bouchitey interprète Jackie, le père de Camille
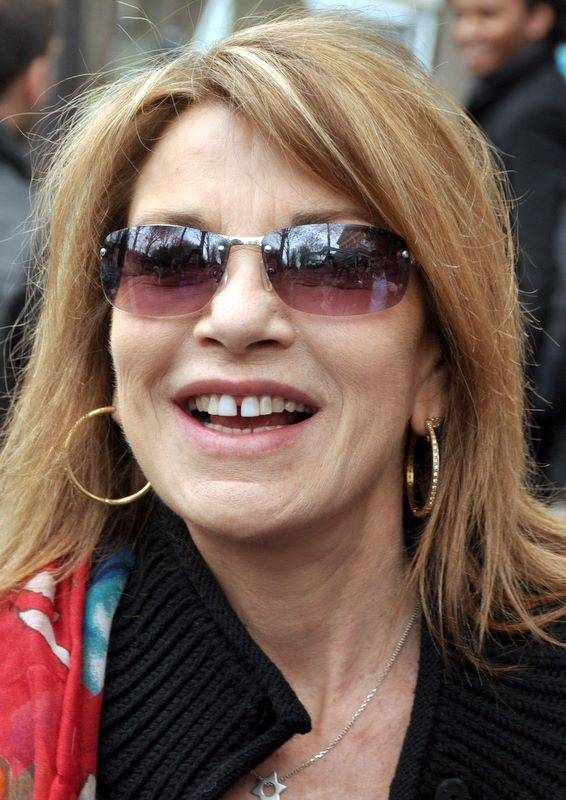
Nicole Calfan interprète Nicole, la mère de Camille
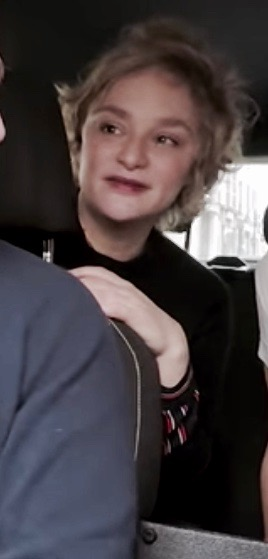
Delphine Baril interprète Mme Brugnon

### Léo et Leslie
|                       |                       | Couple | Léo | Leslie |
| --------------------- | --------------------- | --- | --- | --- |
| Famille               | Parents               | -- | - Pierre Deny : Bernard, le père de Léo qui veut absolument qu'il reprenne la plantation de vanille familiale à La Réunion mais qui est obligée de la vendre, après s'être retrouvé incarcéré - Annie Milon : Marie-Laure, la mère de Léo | - Anne Bouvier : Stéphanie, la mère de Leslie - Nicolas Medad : Sylvain, l'ex-petit-ami de Stéphanie - Laurent Boyer : un ministre, nouveau compagnon de Stéphanie - Pierre-François Martin-Laval : Marcello, le père de Leslie initialement inconnu |
| Famille               | Frère(s) et sœur(s)   | -- | - Janis Abrikh : Jimmy (Jean-Michel), le frère de Léo | -- |
| Famille               | Animal                | - Barny, le chien du couple | -- | -- |
| Famille               | Famille               | -- | - Grégoire Dutailly : Eliott, le cousin de Léo | -- |
| Amis                  | Amis                  | - Clément Moreau : Thibault, un ami du couple (épisode régulier) - Victor Assié : Quentin, un ami du couple qui n'arrête pas de se prendre des râteaux - Tal : Tallulah, une amie du couple (épisodes réguliers) | -- | -- |
| Ex-petit(e)s -ami(e)s | Ex-petit(e)s -ami(e)s | -- | - Aurore Sellier : Clara, l'ex-petite-amie de Léo dont Leslie est jalouse | -- |
| Voisins               | Voisins               | - Élise Larnicol : Madame Legault, leur voisine qui vient régulièrement se plaindre du bruit pendant leurs soirées festives (épisode régulier)                                                                   | - Élise Larnicol : Madame Legault, leur voisine qui vient régulièrement se plaindre du bruit pendant leurs soirées festives (épisode régulier)                                                                                            | - Élise Larnicol : Madame Legault, leur voisine qui vient régulièrement se plaindre du bruit pendant leurs soirées festives (épisode régulier) |
| Salle de musculation  | Salle de musculation  | -- | - Vincent Haquin : Jordan - Esteban Challis : Adel | -- |
| Autres                | Autres                | - Urbain Cancelier : Monsieur Boursier, le nouveau propriétaire de l'appartement de Léo et Leslie après la vente de ce dernier par le père de Léo qui réclame très souvent les loyers en retard du couple        | -- | -- |

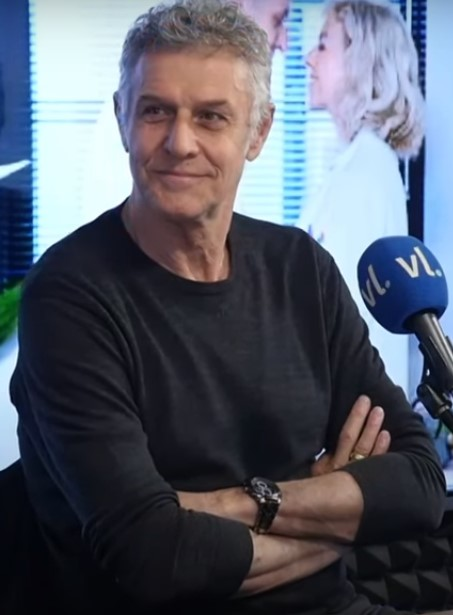
Pierre Deny interprète Bernard le père de Léo
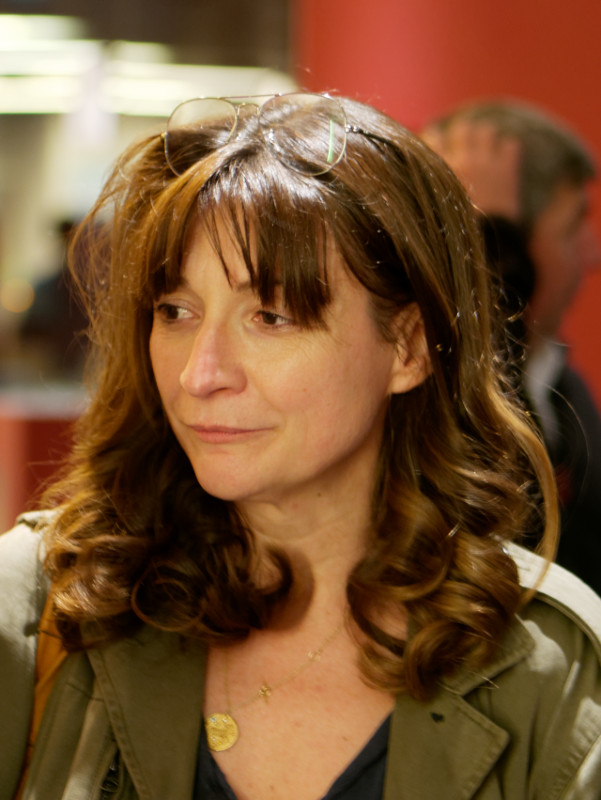
Anne Bouvier interprète Stéphanie la mère de Leslie
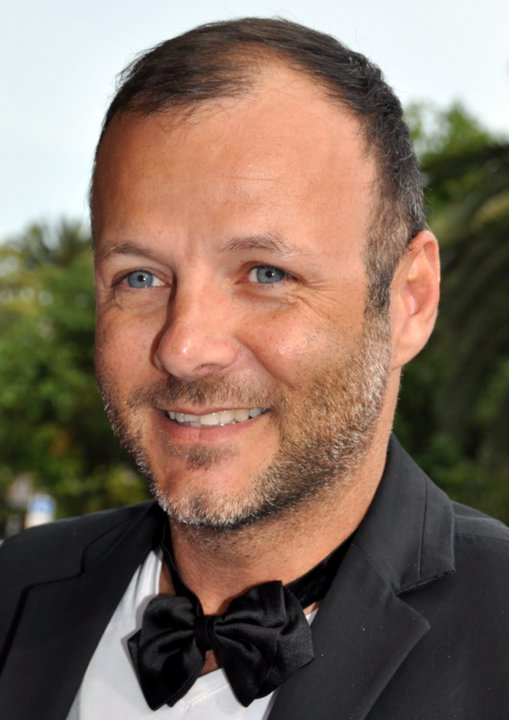
Pierre-François Martin-Laval interprète Marcello le père de Leslie
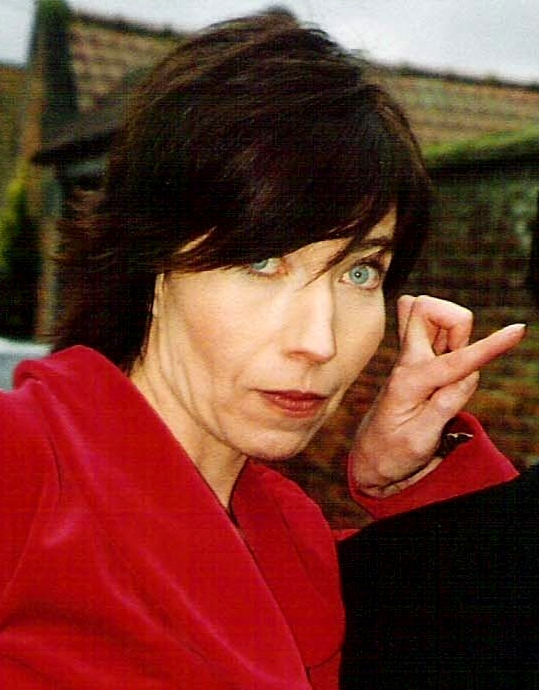
Élise Larnicol interprète Madame Legault
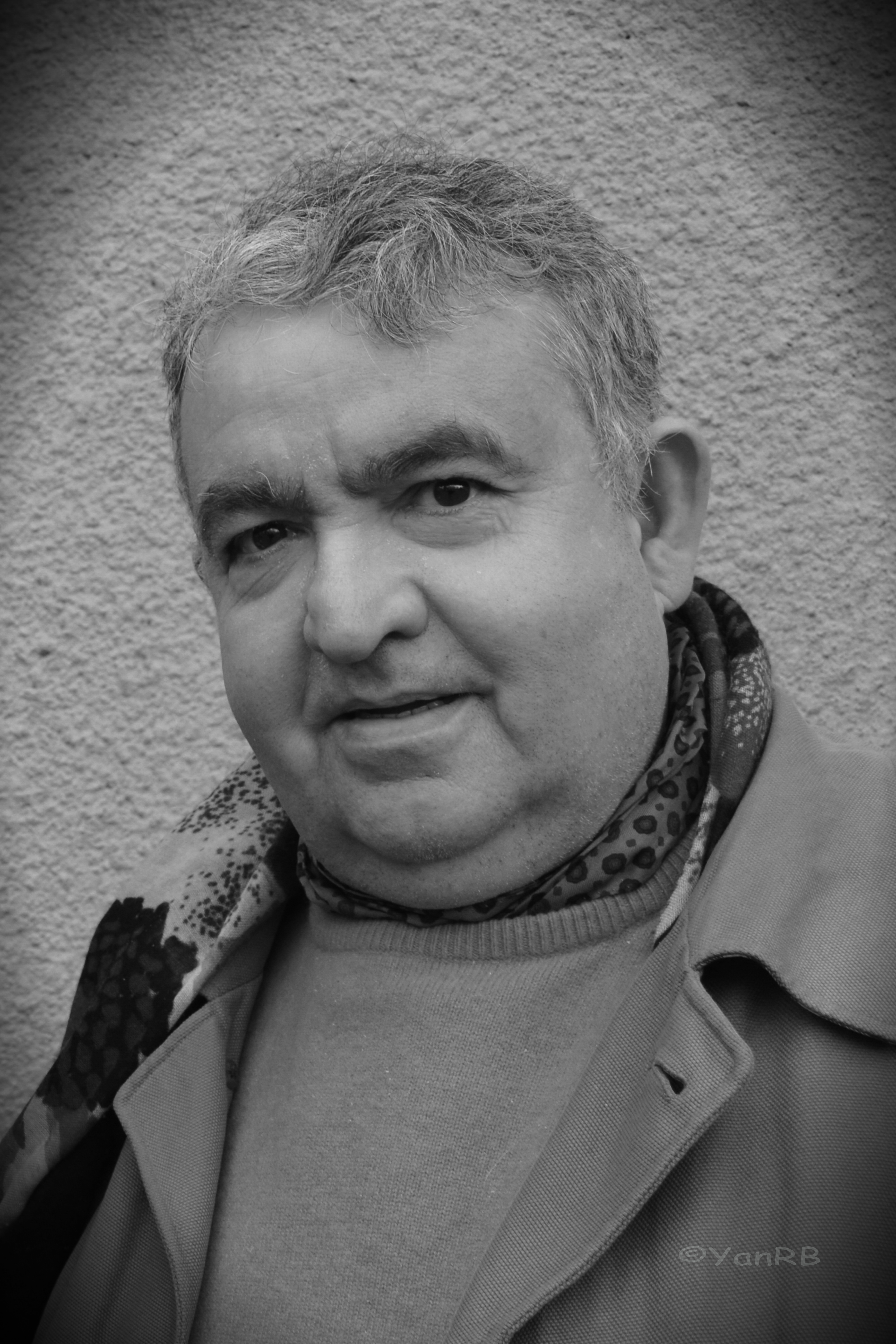
Urbain Cancelier interprète Monsieur Boursier

### Jalil et Louise
|                      |                      | Couple                                             | Jalil                                       | Louise                                                                                         |
| -------------------- | -------------------- | -------------------------------------------------- | ------------------------------------------- | ---------------------------------------------------------------------------------------------- |
| Famille              | Parents              | --                                                 | - Arsène Mosca : Messaoud, le père de Jalil | - Jocelyne Vignon : Jocelyne, la mère de Louise - Ériq Ebouaney : Théophile, le père de Louise |
| Famille              | Frère(s) et sœur(s)  | --                                                 | - Ilyes Kadri : Bilal, le frère de Jalil - Déborah Dozoul : Samia, la sœur de Jalil                                            | - Aurélie Lema : Lilya, la sœur de Louise                                                      |
| Amis                 | Amis                 | - [Acteur indéterminé] : Clément, un ami du couple | --                                          | --                                                                                             |
| Ex-petit(e)s-ami(e)s | Ex-petit(e)s-ami(e)s | --                                                 | --                                          | --                                                                                             |
| Voisins              | Voisins              | --                                                 | --                                          | --                                                                                             |

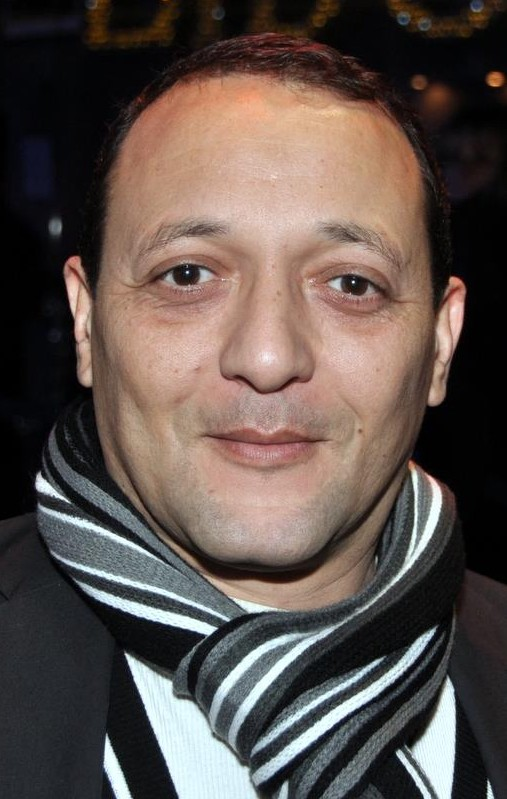
Arsène Mosca interprète Messaoud le père de Jalil
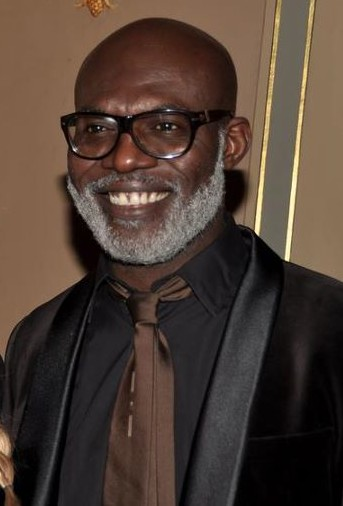
Ériq Ebouaney interprète Théophile le père de Louise

### Gilbert et Christine
|                      |                      | Couple | Gilbert | Christine                                                  |
| -------------------- | -------------------- | ------ | --- | ---------------------------------------------------------- |
| Famille              | Enfants              | --     | - [Acteur indéterminé] : Yohan, le fils aîné de Gilbert - [Acteur indéterminé] : Arthur, le fils cadet de Gilbert | - [Actrice indéterminée] : Fiona, la fille de Christine    |
| Famille              | Frère(s) et sœur(s)  | --     | -- | - [Actrice indéterminée] : Florence, la soeur de Christine |
| Amis                 | Amis                 | --     | -- | --                                                         |
| Ex-petit(e)s-ami(e)s | Ex-petit(e)s-ami(e)s | --     | - [Actrice indéterminée] : Sandrine Leroy, ex-femme de Gilbert                                                    | - [Acteur indéterminé] : Patrick, l'ex-mari de Christine   |
| Voisins              | Voisins              | --     | -- | --                                                         |
| Autres               | Autres               | --     | -- | --                                                         |

### Sofiane et Alice
|         |         | Couple                                                        | Sofiane | Alice |
| ------- | ------- | ------------------------------------------------------------- | ------- | ----- |
| Famille | Enfants | - [Actrice indéterminée] : Inès, la fille de Sofiane et Alice | --      | --    |
| Amis    | Amis    | --                                                            | --      | --    |
| Voisins | Voisins | --                                                            | --      | --    |
| Autres  | Autres  | --                                                            | --      | --    |

## Acteurs invités
Famille (parents, enfants, petits-enfants, frères et sœurs, neveux et nièces, grands-parents, oncles et tantes, cousins et cousines), amis, ex-petits-amis, voisins, relations professionnelles, vacances et autres.

### Raymond et Huguette
- Personnages associés

|          |                         | Couple | Raymond | Huguette |
| -------- | ----------------------- | --- | --- | --- |
| Famille  | Enfant(s)               | - Catherine Jacob : Caroline, la fille d'Huguette et Raymond (Tenue correcte exigée et L'album de famille) | -- | -- |
| Famille  | Frère(s) et soeur(s)    | -- | - Michel Vuillermoz : Robert, le frère de Raymond, avec qui il ne s'entend pas tellement (L'album de famille) | - Liliane Rovère : Françoise, la sœur d'Huguette (Au boulot !) |
| Famille  | Neveu(x) et nièces(s)   | - Joyce Jonathan : la nièce préférée de Raymond, à qui il ne peut rien refuser (L'album de famille) - Jean-Paul Gaultier : son propre rôle, un neveu de Raymond et Huguette (Ce soir, ils reçoivent) | -- | -- |
| Famille  | Cousin(s) et cousine(s) | -- | -- | - Catherine Allégret : la cousine voyante d'Huguette (L'album de famille) |
| Amis     | Amis                    | - Michel Galabru : Norbert, un ancien collègue de Raymond (les trois premiers primes) - Francis Perrin : l'ami dépressif de Raymond (Entre amis) - Eddy Mitchell : le copain dépressif de Raymond qui a besoin de se confier (Enfin, ils sortent) - Michel Boujenah : Bernard, l'ami parisien de Raymond et Huguette avec qui le couple visite Paris (Ça va être leur fête !) - Jean-Pierre Castaldi : Grangier, un ancien collègue de Raymond qui reçoit la médaille de l'Ordre du Mérite en même temps que lui (Ça va être leur fête !) - Popeck : Marcel, un ami du couple « prisonnier » de sa maison de retraite (Ça s'enguirlande pour Noël !)                                                                        | - Eva Darlan : Jacqueline, une veuve joyeuse et amie d'Huguette (Entre amis) - Claude Gensac : Yvonne, une amie d'Huguette et la femme de Norbert (les trois premiers primes) - Bernadette Lafont : l'amie bavarde d'Huguette (Entre amis) | |
| Vacances | Vacances                | - Jean Benguigui : Norbert, le mari de Martine et voisin de caravane de Raymond et Huguette au camping de Plestin-les-Grèves (Enfin, en vacances à la mer et Cap sur la Riviera) - Grace de Capitani : Martine (ou Christelle ?), la femme de Norbert et voisine de caravane de Raymond et Huguette au camping de Plestin-les-Grèves (Enfin, en vacances à la mer et Cap sur la Riviera) - Mathieu Madénian : Greg, le coach d'aquagym lors de la cure de Raymond et Huguette (Enfin à la montagne !), puis l'infirmier de la maison de retraite (Ça s'enguirlande pour Noël !) - Eva Darlan : Bernadette, une cliente de l'hôtel paradisiaque qui n'est pas insensible au charme de Raymond (Aventures sous les tropiques) | - Jean Benguigui : Norbert, le mari de Martine et voisin de caravane de Raymond et Huguette au camping de Plestin-les-Grèves (Enfin, en vacances à la mer et Cap sur la Riviera) - Grace de Capitani : Martine (ou Christelle ?), la femme de Norbert et voisine de caravane de Raymond et Huguette au camping de Plestin-les-Grèves (Enfin, en vacances à la mer et Cap sur la Riviera) - Mathieu Madénian : Greg, le coach d'aquagym lors de la cure de Raymond et Huguette (Enfin à la montagne !), puis l'infirmier de la maison de retraite (Ça s'enguirlande pour Noël !) - Eva Darlan : Bernadette, une cliente de l'hôtel paradisiaque qui n'est pas insensible au charme de Raymond (Aventures sous les tropiques) | - Jean Benguigui : Norbert, le mari de Martine et voisin de caravane de Raymond et Huguette au camping de Plestin-les-Grèves (Enfin, en vacances à la mer et Cap sur la Riviera) - Grace de Capitani : Martine (ou Christelle ?), la femme de Norbert et voisine de caravane de Raymond et Huguette au camping de Plestin-les-Grèves (Enfin, en vacances à la mer et Cap sur la Riviera) - Mathieu Madénian : Greg, le coach d'aquagym lors de la cure de Raymond et Huguette (Enfin à la montagne !), puis l'infirmier de la maison de retraite (Ça s'enguirlande pour Noël !) - Eva Darlan : Bernadette, une cliente de l'hôtel paradisiaque qui n'est pas insensible au charme de Raymond (Aventures sous les tropiques) |

- Autres (classement par prime-time du plus ancien au plus récent) :

| Titre                          | Acteurs invités |
| ------------------------------ | --- |
| Nouvelle Année                 | -- |
| Ce soir, ils reçoivent         | - Amel Bent : Amel, une infirmière venant chez Raymond et Huguette - Enrico Macias : le prêtre venu chez Raymond et Huguette |
| Ils en font tout un prime      | -- |
| Entre amis                     | - Baptiste Lecaplain : l'apprenti arnaqueur chez Raymond et Huguette |
| Tenue correcte exigée          | - Baptiste Giabiconi : le plombier « trop beau pour être honnête », selon Raymond et Huguette - André Manoukian : le prof de piano de Raymond et Huguette - Bernard Menez : l'ex-taulard capturé il y a trente ans par Raymond dont il vient se venger         |
| L'album de famille             | - Noom Diawara : un jeune homme qui, grâce à sa générosité, s'est intégré à la famille de Raymond et Huguette |
| Enfin, ils sortent             | - Catherine Lachens : Évelyne, une ancienne prostituée du quartier de Raymond et Huguette qui prend sa retraite |
| Amoureux comme au premier jour | -- |
| Enfin en vacances à la mer     | -- |
| Ils partent à la campagne      | - Dominique Besnehard : l'otage de Raymond et Huguette, dans le cadre de leur action FLV (Front de Libération des Vieux) |
| Enfin à la montagne !          | -- |
| Ça va être leur fête !         | - Laurent Boyer : le ministre qui remet une décoration à Raymond - Stéphane Rotenberg : le chauffeur de car de la mairie que Raymond confond avec un décoré - Nicolas de Tavernost : un chauffeur de taxi parisien aimable dont Huguette et Raymond se méfient |
| Cap sur la Riviera             | -- |
| Aventures sous les tropiques   | -- |
| Au boulot !                    | - Luis Rego : « Charly les bretelles », un braqueur de la station-service que Raymond a coffré quand il était gendarme - Samuel Charle : un client de la station-service de la sœur d'Huguette qui voulait y travailler                                        |
| Ça s'enguirlande pour Noël !   | - Alves Thierry : Agent de sécurité entrée de la maison de retraite |
| La Ch'tite Compet'             | - Guy Lecluyse : Le présentateur du concours Super-Mémé France - Zinedine Soualem : Etienne, le "super-mamy fucker" - Gladys Cohen : Philippine, la mamie gâteau du concours dont Huguette et Raymond se moquent                                               |

### José et Liliane
- Personnages associés

|          |                             | Couple | José | Liliane |
| -------- | --------------------------- | --- | --- | --- |
| Famille  | Parents                     | -- | - Marthe Villalonga : Theresa, la mère de José, ennemie de Liliane qui l'appelle « Le Monstre » (Enfin ils sortent) | - Marie-Christine Barrault : la mère de Liliane (L'album de famille) |
| Famille  | Enfant(s) et conjoint(e)(s) | - Geneviève Doang : Bao, la femme de Manu (Ca s'enguirlande pour Noël !) | -- | -- |
| Famille  | Frère(s) et soeur(s)        | -- | - Lionel Abelanski : Miguel, le frère de José, fraîchement sorti de prison (Enfin, ils sortent) - Annie Gregorio : Anna, la sœur de José (L'album de famille) | -- |
| Famille  | Cousin(s) et cousine(s)     | -- | -- | - Julien Boisselier : Jean-Eudes, le fils de Tata Odette, en visite chez Liliane et José (L'album de famille) - Cristiana Reali : Jocelyne, une cousine de Liliane qu'elle n'a pas vue depuis 25 ans (L'album de famille) - Stéphane Freiss : Jean-Luc, un cousin de Liliane, policier, qui prend son métier très à cœur (Enfin, ils sortent et Enfin, en vacances à la campagne) |
| Amis     | Amis                        | -- | - Alexandre Astier : un ami biker de José (Entre amis) - Virginie Ledoyen : une amie bikeuse de José (Entre amis) | - Guy Marchand : Nino, un coiffeur visagiste, ami de Liliane (Ce soir, ils reçoivent) - Isabelle Nanty : une amie de Liliane (Entre amis et Tenue correcte exigée) |
| Voisins  | Voisins                     | - François Vincentelli : Vincent, le mari de Vanessa et voisin de José et Liliane (Ce soir, ils reçoivent, Entre amis et Enfin, en vacances à la mer) - Adriana Karembeu : Vanessa, la femme de Vincent et voisine de José et Liliane (Ce soir, ils reçoivent, Entre amis et Enfin, en vacances à la mer) - Tom Novembre : Patrick, le voisin de Liliane et José (1 sketch) | - François Vincentelli : Vincent, le mari de Vanessa et voisin de José et Liliane (Ce soir, ils reçoivent, Entre amis et Enfin, en vacances à la mer) - Adriana Karembeu : Vanessa, la femme de Vincent et voisine de José et Liliane (Ce soir, ils reçoivent, Entre amis et Enfin, en vacances à la mer) - Tom Novembre : Patrick, le voisin de Liliane et José (1 sketch) | - François Vincentelli : Vincent, le mari de Vanessa et voisin de José et Liliane (Ce soir, ils reçoivent, Entre amis et Enfin, en vacances à la mer) - Adriana Karembeu : Vanessa, la femme de Vincent et voisine de José et Liliane (Ce soir, ils reçoivent, Entre amis et Enfin, en vacances à la mer) - Tom Novembre : Patrick, le voisin de Liliane et José (1 sketch)       |
| Vacances | Vacances                    | - Thierry Lhermitte : Christian, un riche promoteur immobilier qui s'intéresse à la campagne électorale de José (Enfin à la montagne !) - Fanny Cottençon : Agnès, la femme de Christian (Enfin à la montagne !) - Aure Atika : Anissa, une accro aux jeux avec qui Liliane va passer du bon temps (Cap sur la Riviera)                                                     | - Thierry Lhermitte : Christian, un riche promoteur immobilier qui s'intéresse à la campagne électorale de José (Enfin à la montagne !) - Fanny Cottençon : Agnès, la femme de Christian (Enfin à la montagne !) - Aure Atika : Anissa, une accro aux jeux avec qui Liliane va passer du bon temps (Cap sur la Riviera) | - Thierry Lhermitte : Christian, un riche promoteur immobilier qui s'intéresse à la campagne électorale de José (Enfin à la montagne !) - Fanny Cottençon : Agnès, la femme de Christian (Enfin à la montagne !) - Aure Atika : Anissa, une accro aux jeux avec qui Liliane va passer du bon temps (Cap sur la Riviera)                                                           |
| Mairie   | Mairie                      | -- | - François Morel : Michel, le maire et patron de José (Ce soir, ils reçoivent) - Serge Hazanavicius : Norbert, le gardien de stade, fou amoureux de José (Tenue correcte exigée) - Patrick Pelloux : le maire sortant qui affronte José lors de l'élection municipale (Aventures sous les tropiques) - Didier Bourdon : Chamard, l'ennemi juré de José à la mairie (Au boulot !) - Raphaëline Goupilleau : Brigitte, la secrétaire de José (Au boulot !) - Alain Bouzigues : Fouchard, un des adjoints de José (Au boulot !) | -- |

- Autres (classement par prime-time du plus ancien au plus récent) :

| Titre                          | Acteurs invités |
| ------------------------------ | --- |
| Nouvelle Année                 | -- |
| Ce soir, ils reçoivent         | - Michèle Bernier : Françoise, l'ancienne nounou de Manu, fils de José et Liliane - Bénabar : l'entrepreneur venu voir José et Liliane - Bruno Solo : Michel, un proctologue venu chez Liliane et José - Philippe Lefebvre : le pilote d'avion, ancien flirt de Liliane |
| Ils en font tout un prime      | -- |
| Entre amis                     | - Marie-Julie Baup : le spécialiste des disputes de couple chez José et Liliane - Lorànt Deutsch : le spécialiste des disputes de couple chez José et Liliane |
| Tenue correcte exigée          | - Frédérique Bel : Pénélope, la nouvelle secrétaire 2.0 de José à la mairie |
| L'album de famille             | -- |
| Enfin, ils sortent             | -- |
| Amoureux comme au premier jour | -- |
| Enfin en vacances à la mer     | -- |
| Ils partent à la campagne      | -- |
| Enfin à la montagne !          | -- |
| Ça va être leur fête !         | - Ophélie Meunier : la propriétaire de la péniche sur laquelle Liliane et José vont fêter leur trente ans de mariage |
| Cap sur la Riviera             | -- |
| Aventures sous les tropiques   | -- |
| Au boulot !                    | -- |
| Ça s'enguirlande pour Noël !   | -- |
| La Chtite Compèt'              | - Edouard Montoute : le dresseur de chiens |

### Cédric et Marion
- Personnages associés

|                      |                         | Couple | Cédric | Marion |
| -------------------- | ----------------------- | --- | --- | --- |
| Famille              | Parents                 | -- | - Pascal Légitimus : Patrick, le père (infidèle) de Cédric (Tenue correcte exigée, L'album de famille et Ça va être leur fête !) | - Marie-Anne Chazel : Martine, la mère de Marion (Entre amis et L'album de famille) |
| Famille              | Frère(s) et sœur(s)     | -- | -- | - Philippe Lacheau : le frère de Marion (L'album de famille et Enfin, en vacances à la campagne) |
| Famille              | Grands-parents          | -- | -- | - Annie Cordy : la grand-mère de Marion (Ce soir, ils reçoivent) |
| Famille              | Oncle(s) et tante(s)    | -- | - Charlotte de Turckheim : la tante de Cédric (L'album de famille) | - Arielle Dombasle : Sybille, une tante de Marion (Ce soir, ils reçoivent) - Amanda Lear : une tante de Marion venant d'être mère (Ce soir, ils reçoivent) |
| Famille              | Cousin(s) et cousine(s) | -- | - Mister V : Laurent, le cousin de Cédric (L'album de famille) - Ophélie Winter : la nouvelle petite amie du cousin de Cédric, qui « se la pète » beaucoup (Ça va être leur fête !) | -- |
| Amis                 | Amis                    | - Amelle Chahbi : une amie de Marion et Cédric venue présenter son nouvel amoureux, interprété par Camille Lacourt (Tenue correcte exigée) | - Lucien Jean-Baptiste : Serge, un ami d'enfance de Cédric, repris de justice, en rédemption chez Marion et Cédric (Tenue correcte exigée) | - Malik Bentalha : Patrick, un ami amoureux de Marion (Entre amis) - Géraldine Nakache : Barbara, une amie de Marion (Ce soir, ils reçoivent) - Helena Noguerra : Laura, une ancienne amie de Marion (Entre amis) |
| Ex-petit(e)s-ami(e)s | Ex-petit(e)s-ami(e)s    | | | - Grégoire Ludig : Étienne, un ex de Marion (Ce soir, ils reçoivent) - David Marsais : Stéphane, un ex de Marion (Ce soir, ils reçoivent) - Mickaël Youn : Sylvain, le curé qui célèbre le mariage de Cédric et Marion qui est également un ex de Marion, ex qu'elle a beaucoup trompé. (Ça va être leur fête !) |
| Voisins              | Voisins                 | - Alex Lutz : un voisin bègue de Cédric et Marion (Ce soir, ils reçoivent) - M.Pokora : Mattéo, un voisin de Cédric et Marion (Entre amis) - Élie Semoun : M. Seuvier, le concierge malveillant de Marion et Cédric (Tenue correcte exigée) | - Alex Lutz : un voisin bègue de Cédric et Marion (Ce soir, ils reçoivent) - M.Pokora : Mattéo, un voisin de Cédric et Marion (Entre amis) - Élie Semoun : M. Seuvier, le concierge malveillant de Marion et Cédric (Tenue correcte exigée) | - Alex Lutz : un voisin bègue de Cédric et Marion (Ce soir, ils reçoivent) - M.Pokora : Mattéo, un voisin de Cédric et Marion (Entre amis) - Élie Semoun : M. Seuvier, le concierge malveillant de Marion et Cédric (Tenue correcte exigée) |
| Vacances             | Vacances                | - Nader Boussandel : un randonneur, pendant les vacances de Cédric et Marion (Enfin, en vacances à la campagne) - Lannick Gautry : un berger branché et globe-trotter, lors des vacances de Marion et Cédric à la campagne (Enfin, en vacances à la campagne) - Jean-Baptiste Maunier : Léo, un jeune homme qui a des goûts… particuliers en matière de femmes (Enfin à la montagne !) - Frank Lebœuf : l'agent de sécurité de la soirée organisée par le patron de Cédric (Cap sur la Riviera) | - Nader Boussandel : un randonneur, pendant les vacances de Cédric et Marion (Enfin, en vacances à la campagne) - Lannick Gautry : un berger branché et globe-trotter, lors des vacances de Marion et Cédric à la campagne (Enfin, en vacances à la campagne) - Jean-Baptiste Maunier : Léo, un jeune homme qui a des goûts… particuliers en matière de femmes (Enfin à la montagne !) - Frank Lebœuf : l'agent de sécurité de la soirée organisée par le patron de Cédric (Cap sur la Riviera) | - Nader Boussandel : un randonneur, pendant les vacances de Cédric et Marion (Enfin, en vacances à la campagne) - Lannick Gautry : un berger branché et globe-trotter, lors des vacances de Marion et Cédric à la campagne (Enfin, en vacances à la campagne) - Jean-Baptiste Maunier : Léo, un jeune homme qui a des goûts… particuliers en matière de femmes (Enfin à la montagne !) - Frank Lebœuf : l'agent de sécurité de la soirée organisée par le patron de Cédric (Cap sur la Riviera) |

- Autres (classement par prime-time du plus ancien au plus récent) :

| Titre                          | Acteurs invités |
| ------------------------------ | --- |
| Nouvelle Année                 | -- |
| Ce soir, ils reçoivent         | -- |
| Ils en font tout un prime      | -- |
| Entre amis                     | - Arié Elmaleh : un ancien copain de Caro voulant absolument être pote avec Cédric et Marion                                                                                                |
| Tenue correcte exigée          | - Camille Lacourt : Jérémie, une conquête de l'amie de Marion et Cédric interprétée par Amelle Chahbi - Norman Thavaud : le (trop) jeune propriétaire de l'appartement de Marion et Cédric  |
| L'album de famille             | -- |
| Enfin, ils sortent             | - Jean-Paul Rouve : un wedding-planer, véritable « couteau suisse » de l'organisation de mariage, qui va aider Marion et Cédric - Caroline Anglade : Julie, la nouvelle petite-amie de Kad  |
| Amoureux comme au premier jour | -- |
| Enfin en vacances à la mer     | -- |
| Ils partent à la campagne      | -- |
| Enfin à la montagne !          | -- |
| Ça va être leur fête !         | - Roland Marchisio : un second curé qui célèbre le mariage de Marion et Cédric, qui va subir les caprices de Marion - Alexandra Lamy : une autre mariée lors du mariage de Marion et Cédric |
| Cap sur la Riviera             | - Bruno Lochet : un collègue de Cédric, au placard depuis 22 ans |
| Aventures sous les tropiques   | -- |

### Fabien et Emma
- Personnages associés

|           |                         | Couple | Fabien | Emma |
| --------- | ----------------------- | --- | --- | --- |
| Famille   | Parents                 | -- | - Jean-Luc Bideau : René, le père de Fabien qui n'aime pas les problèmes… mais qui les provoque volontiers chez son fils et Emma (Enfin, ils sortent et Enfin, en vacances à la mer) - Dominique Lavanant : Colette, la mère de Fabien (Enfin, en vacances à la mer) | - Lionnel Astier : Patrick, le père d'Emma et donc beau-père intimidant de Fabien (Tenue correcte exigée, L'album de famille et Cap sur la Riviera) - Valérie Mairesse : Solange, la mère d'Emma (L'album de famille) |
| Famille   | Grands-parents          | -- | -- | - Régine : la grand-mère d'Emma (L'album de famille) |
| Famille   | Oncle(s) et tante(s)    | -- | -- | - Patrick Braoudé : Johnny, l'oncle d'Emma, un ancien révolutionnaire qui s'est finalement installé à Saint-Barthélémy (L'album de famille)                                                                           |
| Famille   | Cousin(s) et cousine(s) | -- | - Sébastien Chabal : Seb, le cousin de Fabien (Ce soir, ils reçoivent) | - Ary Abittan : le cousin trader d'Emma (Entre amis et Tenue correcte exigée) |
| Famille   | Parrain et marraine     | -- | - Clémentine Célarié : Marianne, la marraine de Fabien qui se lance dans la politique (L'album de famille) | -- |
| Amis      | Amis                    | - Clair Jaz : Marina, la fausse jumelle d'Isabelle et amie d'Emma et Fabien (Tenue correcte exigée) - Noémie Lenoir : Isabelle, la fausse jumelle de Marina et amie de Fabien et Emma (Tenue correcte exigée) - Jenifer : Jennifer, une amie de Fabien et Emma (épisodes réguliers) - Nolwenn Leroy : Nolwenn, une amie de Fabien et Emma (épisodes réguliers) | - Julien Pestel : Brice, un collègue de Fabien, professeur de sciences. | - Dany Brillant : un mécanicien ami d'Emma (Ce soir, ils reçoivent) - Sabine Perraud : une amie d'Emma (épisode régulier)                                                                                             |
| Voisins   | Voisins                 | - Antoine Duléry : Daniel Planchon, un voisin trop reconnaissant chez Fabien et Emma (Entre amis) | - Antoine Duléry : Daniel Planchon, un voisin trop reconnaissant chez Fabien et Emma (Entre amis) | - Antoine Duléry : Daniel Planchon, un voisin trop reconnaissant chez Fabien et Emma (Entre amis) |
| Bricoflex | Bricoflex               | -- | -- | - Pierre Palmade : un client de Bricoflex amoureux d'Emma (Ce soir, ils reçoivent) - Jackie Berroyer : René, le futur ex-collègue d'Emma (Au boulot !) - Tano : Francis, un collègue d'Emma (Au boulot !)             |

- Autres (classement par prime-time du plus ancien au plus récent) :

| Titre                          | Acteurs invités |
| ------------------------------ | --- |
| Nouvelle Année                 | -- |
| Ce soir, ils reçoivent         | - Pascal Obispo : son propre rôle, le nouveau fiancé d'une amie d'Emma - Armelle : la nounou autoritaire de Chloé, - Yvan Le Bolloc'h : le paysan arrivant chez Emma et Fabien |
| Ils en font tout un prime      | -- |
| Entre amis                     | - Max Boublil : le pédiatre chez Fabien et Emma - Chantal Ladesou : Claudie Didi la plume, une connaissance d'Emma spécialiste des arnaques |
| Tenue correcte exigée          | - Frédéric Diefenthal : un flic, nouveau petit ami de Ludivine - Christophe : dans son propre rôle, il joue un client de la maison d'hôtes d'Emma et Fabien |
| L'album de famille             | -- |
| Enfin, ils sortent             | - Norbert Tarayre : Paul Dufresne, un chef cuisinier vraiment trop consciencieux dans un restaurant où dînent Emma et Fabien |
| Amoureux comme au premier jour | -- |
| Enfin en vacances à la mer     | -- |
| Ils partent à la campagne      | -- |
| Enfin à la montagne !          | -- |
| Ça va être leur fête !         | - Jérôme Anthony : un bénévole chargé du contrôle des badges, lors du festival « Rythm'and bouses » organisé par Emma et Fabien - Marianne James : une artiste du festival « Rythm' and bouses » qui va fuir en entendant Emma chanter - Michel Crémadès : un des agents de sécurité du festival « Rythm' and bouses » |
| Cap sur la Riviera             | -- |
| Aventures sous les tropiques   | - Medi Sadoun : le pilote d'avion un peu inquiétant qui larguera le couple en pleine forêt amazonienne |
| Au boulot !                    | -- |
| Ça s'enguirlande pour Noël !   | - David Salles : le policier qui s'occupe d'Emma et Fabien durant leur garde à vue - La Fouine : un détenu qui partagera sa cellule de commissariat avec Emma et Fabien |
| La Ch'tite Compèt'             | - Jean-Luc Lemoine : le présentateur du jeu Des muscles et des méninges |

### Philippe et Camille
- Personnages associés

|                                 |                                 | Couple | Philippe | Camille |
| ------------------------------- | ------------------------------- | ------ | --- | --- |
| Famille                         | Parents                         | --     | - Philippe Laudenbach : Pierre, le père de Philippe (Aventures sous les tropiques) - Claire Chust (voir acteurs principaux) : Melody, la nouvelle petite-amie du père de Philippe (Aventures sous les tropiques) | - Patrick Bouchitey : Jacky, le père de Camille, forain (Ça va être leur fête !) - Nicole Calfan : Nicole, la mère de Camille (Ça va être leur fête !) |
| Famille                         | Ex-conjoint(e)                  | --     | - Philippine Leroy-Beaulieu : Isabelle, l'ex-femme de Philippe (Enfin à la montagne !) - Christian Bujeau : François, le nouveau compagnon d'Isabelle (Enfin à la montagne !)                                    | -- |
| Famille                         | Oncle(s) et tante(s)            | --     | -- | - Dominique Chapatte : l'oncle de Camille, fan de cucaracha (Ça va être leur fête !) |
| Famille                         | Cousin(s) et cousine(s)         | --     | -- | - Shirley Bousquet : Lucie, la cousine de Camille (Ça va être leur fête !) |
| Amis                            | Amis                            | --     | -- | - Jean-Baptiste Sagory : Toto, un ami de Camille (Au boulot !) |
| Cirque de la famille de Camille | Cirque de la famille de Camille | --     | -- | - Max Boublil : le trapéziste du cirque de la famille de Camille (Ca s'enguirlande pour Noël !) - Guillaume Bats : Guy, un artiste du cirque de la famille de Camille (Ca s'enguirlande pour Noël !) - Mac Lesggy : Michel, un vendeur de barbes à papa très scientifique et très déconnecté (Ça va être leur fête !) |

- Autres (classement par prime-time) :

| Titre                          | Acteurs invités                                                     |
| ------------------------------ | ------------------------------------------------------------------- |
| Nouvelle Année                 | --                                                                  |
| Ce soir, ils reçoivent         | --                                                                  |
| Ils en font tout un prime      | --                                                                  |
| Entre amis                     | --                                                                  |
| Tenue correcte exigée          | --                                                                  |
| L'album de famille             | --                                                                  |
| Enfin, ils sortent             | --                                                                  |
| Amoureux comme au premier jour | --                                                                  |
| Enfin en vacances à la mer     | --                                                                  |
| Ils partent à la campagne      | --                                                                  |
| Enfin à la montagne !          | --                                                                  |
| Ça va être leur fête !         | --                                                                  |
| Cap sur la Riviera             | - François Levantal : Bertrand, un collègue pharmacien de Philippe  |
| Aventures sous les tropiques   | --                                                                  |
| Au boulot !                    | - Atmen Kelif : Fafa, un musicien reggae à la pharmacie de Philippe |
| Ça s'enguirlande pour Noël !   | --                                                                  |
| La Ch'tite Compèt'             | - Julie Ferrier : la professeure de danse                           |

### Léo et Leslie
- Personnages associés

|         |         | Couple | Léo | Leslie                                                                                  |
| ------- | ------- | ------ | --- | --------------------------------------------------------------------------------------- |
| Famille | Parents | --     | --  | - Anne Bouvier : Stéphanie, la mère de Leslie (Ca s'enguirlande pour Noël !)            |
| Amis    | Amis    | --     | --  | - Camille Lellouche : Sonia, la meilleure amie de Leslie (Ca s'enguirlande pour Noël !) |

- Autres (classement par prime-time du plus ancien au plus récent)

| Titre                          | Acteurs invités                          |
| ------------------------------ | ---------------------------------------- |
| Nouvelle Année                 | --                                       |
| Ce soir, ils reçoivent         | --                                       |
| Ils en font tout un prime      | --                                       |
| Entre amis                     | --                                       |
| Tenue correcte exigée          | --                                       |
| L'album de famille             | --                                       |
| Enfin, ils sortent             | --                                       |
| Amoureux comme au premier jour | --                                       |
| Enfin en vacances à la mer     | --                                       |
| Ils partent à la campagne      | --                                       |
| Enfin à la montagne !          | --                                       |
| Ça va être leur fête !         | --                                       |
| Cap sur la Riviera             | --                                       |
| Aventures sous les tropiques   | --                                       |
| Au boulot !                    | --                                       |
| Ça s'enguirlande pour Noël !   | --                                       |
| La Ch'tite Compèt'             | - Thomas VDB : le moniteur de paint-ball |